# حكومة جو بايدن
تولى جو بايدن منصب الرئيس السادس والأربعين للولايات المتحدة في 20 يناير 2021. يتمتع رئيس الولايات المتحدة بصلاحية ترشيح أعضاء حكومته لعرضهم على مجلس الشيوخ الأمريكي ليتم التصديق عليهم بموجب بند التعيينات في دستور الولايات المتحدة.
قبل التصديق على تعيين الحكومة وخلال جلسات الاستماع في الكونغرس، يتولى أعضاء رفيعوا المستوى في الوزارات التنفيذية إدارة المناصب الوزارية بشكل مؤقت. يعتبر تشكيل الحكومة جزءًا من عملية انتقال السلطة عقب الانتخابات الرئاسية الأمريكية في عام 2020.
بالإضافة إلى رؤساء الأقسام التنفيذية البالغ عددهم 15 وزيرًا، هناك 10 مسؤولين على مستوى الحكومة بدرجة وزير. قام جو بايدن بإجراء تغييرات على هيكل حكومته حيث رفع مستوى كل من رئيس مجلس المستشارين الاقتصاديين، ومدير مكتب سياسات العلوم والتكنولوجيا، وسفير الولايات المتحدة إلى الأمم المتحدة إلى مناصب على مستوى الحكومة. في البداية استبعد بايدن مدير وكالة المخابرات المركزية من حكومته، لكنه تراجع عن هذا القرار في يوليو 2023.
تمت تأكيدات التعيين في حكومة بايدن بأبطأ وتيرة مقارنة بأي حكومة رئاسية حديثة. يعود ذلك إلى تأخر انتقال السلطة وتنظيم مجلس الشيوخ المنقسم بالتساوي بعد انتخابات الإعادة في جورجيا، بالإضافة إلى دعوى العزل الثانية لدونالد ترامب. ومع ذلك، تسارعت وتيرة التأكيدات في مارس 2021، مما جعلها أقرب إلى المعدل المعتاد. بايدن هو أول رئيس منذ رونالد ريغان عام 1981 يتم تأكيد جميع مرشحيه الأصليين لمناصب وزراء الحكومة.
تستعرض هذه المقالة عملية ترشيح وتأكيد المرشحين لمناصب حكومة بايدن، سواء الناجحين أو غير الناجحين، مرتبة حسب تاريخ إنشاء المنصب الوزاري، والذي يُستخدم أيضًا لترتيب خط الخلافة الرئاسية.

## الحكومة
يتطلب تعيين جميع الأعضاء الدائمين في حكومة الولايات المتحدة كرؤساء للوزارات التنفيذية موافقة مجلس الشيوخ الأمريكي بعد ترشيحهم من قبل الرئيس، وذلك قبل توليهم مناصبهم. يُستثنى من ذلك منصب نائب الرئيس، حيث يتطلب منصبه الانتخاب وفقًا لدستور الولايات المتحدة. بالإضافة إلى ذلك، يمكن للرئيس تعيين رؤساء وكالات أخرى وأعضاء من مكتب الرئيس التنفيذي الذين لا يتطلب تعيينهم تصديق مجلس الشيوخ كأعضاء بدرجة وزير على مستوى الحكومة.

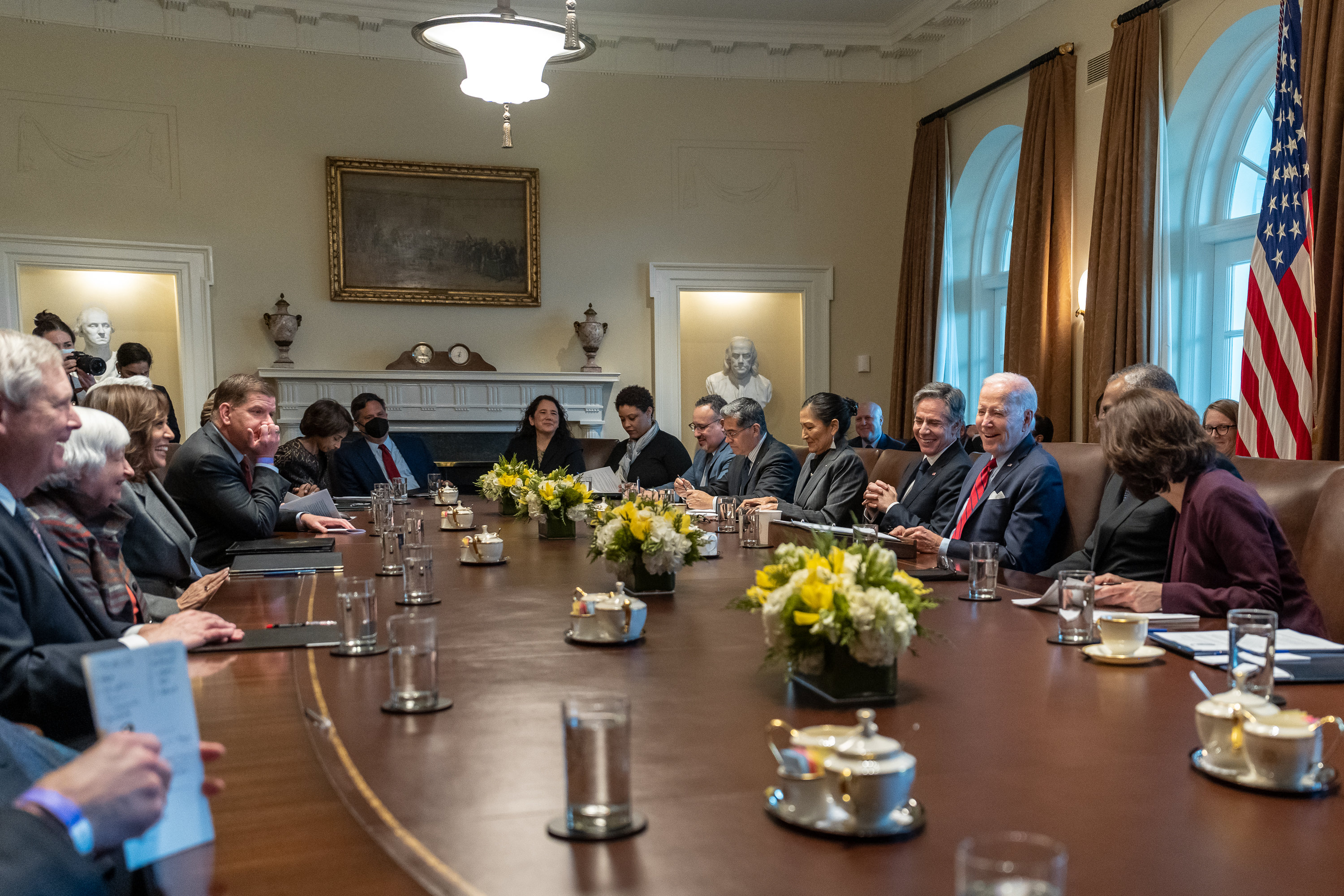
الرئيس بايدن مجتمعًا بأعضاء حكومته في غرفة اجتماعات مجلس الوزراء في البيت الأبيض

تجتمع الحكومة مع الرئيس في غرفة الاجتماعات الخاصة بالحكومة، وهي غرفة مجاورة للمكتب البيضاوي.
تم تعيين الأشخاص التاليين كأعضاء في الحكومة من قبل رئيس الولايات المتحدة.
| حكومة الرئيس جو بايدن | حكومة الرئيس جو بايدن | حكومة الرئيس جو بايدن                                                       | حكومة الرئيس جو بايدن | حكومة الرئيس جو بايدن |
| --- | --- | --------------------------------------------------------------------------- | --- | --------------------- |
| يتم انتخاب جميع أعضاء الحكومة الآخرين لمنصبهم وفقًا لرغبة الرئيس لم يتم تأكيده بعد من قبل مجلس الشيوخ العمل بصفة مؤقتة (اثنان في الوقت الحاضر) لا حاجة لموافقة مجلس الشيوخ \| المُعين \| المنصب تاريخ الانتخاب/ تولي المنصب \| المُعين \| المنصب تاريخ الانتخاب/ تولي المنصب \| \| عضو مجلس الشيوخ كامالا هاريس من كاليفورنيا \| نائب الرئيس الإعلان 11 أغسطس 2020 الانتخاب 3 نوفمبر 2020 تولي المنصب 20 يناير 2021 \| نائب وزير الخارجية سابقًا أنتوني بلينكن من نيويورك \| وزير الخارجية الإعلان 23 نوفمبر 2020 تولي المنصب 26 يناير 2021 \| \| رئيس مجلس المحافظين سابقًا جانيت يلين من كاليفورنيا \| وزير الخزانة الإعلان 30 نوفمبر 2020 تولي المنصب 26 يناير 2021 \| الجنرال المتقاعد لويد أوستن من جورجيا \| وزير الدفاع الإعلان 8 ديسمبر 2020 تولي المنصب 22 يناير 2021 \| \| قاضي دائرة واشنطن العاصمة ميريك غارلاند من ميريلاند \| النائب العام الإعلان 7 يناير 2021 تولي المنصب 11 مارس 2021 \| عضو مجلس النواب ديب هالاند من نيو مكسيكو \| وزير الداخلية الإعلان 17 ديسمبر 2020 تولي المنصب 16 مارس 2021 \| \| وزير الزراعة السابق توم فيلساك من آيوا \| وزير الزراعة الإعلان 10 ديسمبر 2020 تولي المنصب 24 فبراير 2021 \| حاكم ولاية رود أيلاند جينا رايموندو من رود ايلاند \| وزير التجارة الإعلان 7 يناير 2021 تولت المنصب 3 مارس 2021 \| \| نائب الوزير جولي سو [الإنجليزية] من كاليفورنيا \| وزير العمل الإعلان 28 فبراير 2023 تولي المنصب بالنيابة 11 مارس 2023 \| النائب العام كزافييه بيسيرا من كاليفورنيا \| وزير الصحة والخدمات الإنسانية الإعلان 7 ديسمبر 2020 تولي المنصب 19 مارس 2021 \| \| نائب الوزير أدريان تودمان [الإنجليزية] من جزر العذراء الأمريكية \| وزير الإسكان والتنمية الحضرية تولي المنصب بالنيابة: 11 مارس 2023 \| عمدة ساوث بيند سابقًا بيت بوتجيج من إنديانا \| وزير النقل الإعلان 15 ديسمبر 2020 تولي المنصب 3 فبراير 2021 \| \| حاكم ولاية ميشيغان السابق جينيفر غرانهولم من ميشيغان \| وزير الطاقة الإعلان 17 ديسمبر 2020 تولي المنصب 25 فبراير 2021 \| مفوض التعليم ميغيل كاردونا منكونيتيكت \| وزير التعليم الإعلان 22 ديسمبر 2020 تولي المنصب 2 مارس 2021 \| \| رئيس موظفي البيت الأبيض سابقًا دينيس ماكدونو من ميريلاند \| وزير شؤون المحاربين القدامى الإعلان 10 ديسمبر 2020 تولي المنصب 9 فبراير 2021 \| نائب وزير الأمن الداخلي سابقًأ أليخاندرو مايوركاس من مقاطعة كولومبيا \| وزير الأمن الداخلي الإعلان 23 نوفمبر 2020 تولي المنصب 2 فبراير 2021 \| \| المسؤولون بدرجة وزير \| \| \| \| \| مدير جودة البيئة في ولاية كارولينا الشمالية مايكل ريغان من كارولينا الشمالية \| مدير وكالة حماية البيئة الإعلان 17ديسمبر 2020 تولي المنصب 11 مارس 2021 \| مستشار الرئيس سابقًا جيفري زينتس [الإنجليزية] من مقاطعة كولومبيا \| رئيس موظفي البيت الأبيض الإعلان 22 يناير 2023 تولي المنصب 8 فبراير 2023 \| \| نائب مدير الاستخبارات الوطنية سابقًا أفريل هاينز من نيويورك \| مدير الاستخبارات الوطنية الإعلان 23 نوفمبر 2020 تولي المنصب 21 يناير 2021 \| نائب المدير شالاندا يونغ [الإنجليزية] من لويزيانا \| مدير مكتب الإدارة والميزانية [الإنجليزية] الإعلان 2 مارس 2021 (بالنيابة) تولي المنصب 24 مارس 2021 (بالنيابة) الإعلان 24 نوفمبر 2021 (مديرًا) تولي المنصب 17 مارس 2022 (مديرًا) \| \| رئيس لجنة الوسائل والطرق بمجلس النواب الأمريكي كاثرين كاي من مقاطعة كولومبيا \| مدير مكتب الممثل التجاري للولايات المتحدة اللإعلان 10 ديسمبر 2020 تولي المنصب 18 مارس 2021 \| نائب وزير الخارجية (سابقًا) وليام بيرنز من كارولينا الشمالية \| مدير وكالة المخابرات المركزية اللإعلان 11 يناير 2021 تولي المنصب 19 مارس 2021 الترقي 21 بوليو 2023 \| \| مساعد وزير الخارجية للشؤون الإفريقية سابقًا ليندا توماس-غرينفيلد من لويسيانيا \| سفير الولايات المتحدة إلى الأمم المتحدة اللإعلان 23 نوفمبر 2020 تولي المنصب 25 فبراير 2021 \| عضو مجلس المستشارين الاقتصاديين جارد بيرنستاين من فرجينيا \| رئيس مجلس المستشارين الاقتصاديين اللإعلان 24 فبراير 2023 تولي المنصب 21 يوليو 2023 \| \| مدير داربا سابقًا اراتي برابهاكار من كاليفورنيا \| المستشار العلمي للرئيس مدير مكتب الولايات المتحدة لسياسات العلوم والتكنولوجيا اللإعلان 21 يونيو 2022 تولي المنصب 3 أكتوبر 2022 \| مدير مكتب الدولة للمحاماة بشأن الأعمال الصغيرة إيزابيل غوزمان من كاليفورنيا \| مدير إدارة الأعمال الصغيرة الإعلان 7 يناير 2021 تولي المنصب 17 مارس 2021 \| | |                                                                             | |                       |
| المُعين | المنصب تاريخ الانتخاب/ تولي المنصب                                                                                             | المُعين                                                                      | المنصب تاريخ الانتخاب/ تولي المنصب |                       |
| عضو مجلس الشيوخ كامالا هاريس من كاليفورنيا | نائب الرئيس الإعلان 11 أغسطس 2020 الانتخاب 3 نوفمبر 2020 تولي المنصب 20 يناير 2021                                             | نائب وزير الخارجية سابقًا أنتوني بلينكن من نيويورك                           | وزير الخارجية الإعلان 23 نوفمبر 2020 تولي المنصب 26 يناير 2021 |                       |
| رئيس مجلس المحافظين سابقًا جانيت يلين من كاليفورنيا | وزير الخزانة الإعلان 30 نوفمبر 2020 تولي المنصب 26 يناير 2021                                                                  | الجنرال المتقاعد لويد أوستن من جورجيا                                       | وزير الدفاع الإعلان 8 ديسمبر 2020 تولي المنصب 22 يناير 2021 |                       |
| قاضي دائرة واشنطن العاصمة ميريك غارلاند من ميريلاند | النائب العام الإعلان 7 يناير 2021 تولي المنصب 11 مارس 2021                                                                     | عضو مجلس النواب ديب هالاند من نيو مكسيكو                                    | وزير الداخلية الإعلان 17 ديسمبر 2020 تولي المنصب 16 مارس 2021 |                       |
| وزير الزراعة السابق توم فيلساك من آيوا | وزير الزراعة الإعلان 10 ديسمبر 2020 تولي المنصب 24 فبراير 2021                                                                 | حاكم ولاية رود أيلاند جينا رايموندو من رود ايلاند                           | وزير التجارة الإعلان 7 يناير 2021 تولت المنصب 3 مارس 2021 |                       |
| نائب الوزير جولي سو [الإنجليزية] من كاليفورنيا | وزير العمل الإعلان 28 فبراير 2023 تولي المنصب بالنيابة 11 مارس 2023                                                            | النائب العام كزافييه بيسيرا من كاليفورنيا                                   | وزير الصحة والخدمات الإنسانية الإعلان 7 ديسمبر 2020 تولي المنصب 19 مارس 2021                                                                                                 |                       |
| نائب الوزير أدريان تودمان [الإنجليزية] من جزر العذراء الأمريكية | وزير الإسكان والتنمية الحضرية تولي المنصب بالنيابة: 11 مارس 2023                                                               | عمدة ساوث بيند سابقًا بيت بوتجيج من إنديانا                                  | وزير النقل الإعلان 15 ديسمبر 2020 تولي المنصب 3 فبراير 2021 |                       |
| حاكم ولاية ميشيغان السابق جينيفر غرانهولم من ميشيغان | وزير الطاقة الإعلان 17 ديسمبر 2020 تولي المنصب 25 فبراير 2021                                                                  | مفوض التعليم ميغيل كاردونا منكونيتيكت                                       | وزير التعليم الإعلان 22 ديسمبر 2020 تولي المنصب 2 مارس 2021 |                       |
| رئيس موظفي البيت الأبيض سابقًا دينيس ماكدونو من ميريلاند | وزير شؤون المحاربين القدامى الإعلان 10 ديسمبر 2020 تولي المنصب 9 فبراير 2021                                                   | نائب وزير الأمن الداخلي سابقًأ أليخاندرو مايوركاس من مقاطعة كولومبيا         | وزير الأمن الداخلي الإعلان 23 نوفمبر 2020 تولي المنصب 2 فبراير 2021 |                       |
| المسؤولون بدرجة وزير | |                                                                             | |                       |
| مدير جودة البيئة في ولاية كارولينا الشمالية مايكل ريغان من كارولينا الشمالية | مدير وكالة حماية البيئة الإعلان 17ديسمبر 2020 تولي المنصب 11 مارس 2021                                                         | مستشار الرئيس سابقًا جيفري زينتس [الإنجليزية] من مقاطعة كولومبيا             | رئيس موظفي البيت الأبيض الإعلان 22 يناير 2023 تولي المنصب 8 فبراير 2023 |                       |
| نائب مدير الاستخبارات الوطنية سابقًا أفريل هاينز من نيويورك | مدير الاستخبارات الوطنية الإعلان 23 نوفمبر 2020 تولي المنصب 21 يناير 2021                                                      | نائب المدير شالاندا يونغ [الإنجليزية] من لويزيانا                           | مدير مكتب الإدارة والميزانية [الإنجليزية] الإعلان 2 مارس 2021 (بالنيابة) تولي المنصب 24 مارس 2021 (بالنيابة) الإعلان 24 نوفمبر 2021 (مديرًا) تولي المنصب 17 مارس 2022 (مديرًا) |                       |
| رئيس لجنة الوسائل والطرق بمجلس النواب الأمريكي كاثرين كاي من مقاطعة كولومبيا | مدير مكتب الممثل التجاري للولايات المتحدة اللإعلان 10 ديسمبر 2020 تولي المنصب 18 مارس 2021                                     | نائب وزير الخارجية (سابقًا) وليام بيرنز من كارولينا الشمالية                 | مدير وكالة المخابرات المركزية اللإعلان 11 يناير 2021 تولي المنصب 19 مارس 2021 الترقي 21 بوليو 2023                                                                           |                       |
| مساعد وزير الخارجية للشؤون الإفريقية سابقًا ليندا توماس-غرينفيلد من لويسيانيا | سفير الولايات المتحدة إلى الأمم المتحدة اللإعلان 23 نوفمبر 2020 تولي المنصب 25 فبراير 2021                                     | عضو مجلس المستشارين الاقتصاديين جارد بيرنستاين من فرجينيا                   | رئيس مجلس المستشارين الاقتصاديين اللإعلان 24 فبراير 2023 تولي المنصب 21 يوليو 2023                                                                                           |                       |
| مدير داربا سابقًا اراتي برابهاكار من كاليفورنيا | المستشار العلمي للرئيس مدير مكتب الولايات المتحدة لسياسات العلوم والتكنولوجيا اللإعلان 21 يونيو 2022 تولي المنصب 3 أكتوبر 2022 | مدير مكتب الدولة للمحاماة بشأن الأعمال الصغيرة إيزابيل غوزمان من كاليفورنيا | مدير إدارة الأعمال الصغيرة الإعلان 7 يناير 2021 تولي المنصب 17 مارس 2021 |                       |

## إجراءات الموافقة على الحكومة
فيما يلي قائمة بتصويت أعضاء مجلس الشيوخ على مناصب الوزراء، المناصب ذات درجة وزير، والمناصب الهامة الأخرى التي تم الموافقة عليها من خلال مجلس الشيوخ بدءًا من يناير 2021، عن طريق التصويت المسجل بدلاً من التصويت الصوتي.

### إجراءات مراجعة اللجان
| المنصب                                                 | المرشح                | الولاية         | الإعلان        | اللجنة                                   | تاريخ (تواريخ) الاستماع       | نتيجة تصويت اللجنة                                                      | تاريخ تصويت اللجنة                                                      | نتيجة تصويت الإغلاق                                                     | تاريخ تصويت الإغلاق                                                     | نتيجة تصويت المجلس                                                      | تاريخ تصويت المجلس                                                      | تولي المنصب                                                             |
| ------------------------------------------------------ | --------------------- | --------------- | -------------- | ---------------------------------------- | ----------------------------- | ----------------------------------------------------------------------- | ----------------------------------------------------------------------- | ----------------------------------------------------------------------- | ----------------------------------------------------------------------- | ----------------------------------------------------------------------- | ----------------------------------------------------------------------- | ----------------------------------------------------------------------- |
| وزير الخارجية                                          | أنتوني بلينكن         | نيويورك         | 23 نوفمبر 2020 | العلاقات الخارجية                        | 25 يناير 2021                 | 15-3                                                                    | غير موجود                                                               | غير موجود                                                               | 25 يناير 2021                                                           | 78–22                                                                   | 26 يناير 2021                                                           | 26 يناير 2021                                                           |
| وزير الخزانة                                           | جانيت يلين            | كاليفورنيا      | 30 نوفمبر 2020 | الشؤون المالية                           | 30 نوفمبر 2020                | بالإجماع                                                                | غير موجود                                                               | غير موجود                                                               | 22 يناير 2021                                                           | 84–15                                                                   | 25 يناير 2021                                                           | 26 يناير 2021                                                           |
| وزير الدفاع                                            | لويد أوستن            | جورجيا          | 8 ديسمبر 2020  | الخدمات المسلحة (النواب) الإعفاء         | 21 يناير 2021                 | بالإجماع                                                                | غير موجود                                                               | غير موجود                                                               | 21 يناير 2021                                                           | 326–78                                                                  | 21 يناير 2021                                                           | 22 يناير 2021                                                           |
| وزير الدفاع                                            | لويد أوستن            | جورجيا          | 8 ديسمبر 2020  | الخدمات المسلحة (الشيوخ) الإعفاء         | 21 يناير 2021                 | بالإجماع                                                                | غير موجود                                                               | غير موجود                                                               | 21 يناير 2021                                                           | 69–27                                                                   | 21 يناير 2021                                                           | 22 يناير 2021                                                           |
| وزير الدفاع                                            | لويد أوستن            | جورجيا          | 8 ديسمبر 2020  | الخدمات المسلحة (الشيوخ) الموافقة        | 19 يناير 2021                 | بالإجماع                                                                | غير موجود                                                               | غير موجود                                                               | 21 يناير 2021                                                           | 93–2                                                                    | 22 يناير 2021                                                           | 22 يناير 2021                                                           |
| النائب العام                                           | ميريك غارلاند         | ماريلاند        | 7 يناير 2020   | القضائية                                 | 22 فبراير 2021 23 فبراير 2021 | 15–7                                                                    | 1 مارس 2021                                                             | 70–29                                                                   | 9 مارس 2021                                                             | 70–30                                                                   | 10 مارس 2021                                                            | 11 مارس 2021                                                            |
| وزير الداخلية                                          | ديب هالاند            | NM              | 17 ديسمبر 2020 | الطاقة والموارد الطبيعية                 | 23 فبراير 2021                | 11–9                                                                    | 4 مارس 2021                                                             | 54–42                                                                   | 11 مارس 2021                                                            | 51–40                                                                   | 15 مارس 2021                                                            | 16 مارس 2021                                                            |
| وزير الزراعة                                           | توم فيلساك            | آيوا            | 10 ديسمبر 2020 | الزراعة والتغذية والغابات                | 2 فبراير 2021                 | بالإجماع                                                                | 2 فبراير 2021                                                           | غير موجود                                                               | غير موجود                                                               | 92–7                                                                    | 23 فبراير 2021                                                          | 24 فبراير 2021                                                          |
| وزير التجارة                                           | جينا رايموندو         | رود آيلاند      | 7 يناير 2021   | التجارة والعلوم والنقل                   | 26 يناير 2021                 | 21–3                                                                    | 3 فبراير 2021                                                           | 84–15                                                                   | 1 مارس 2021                                                             | 84–15                                                                   | 2 مارس 2021                                                             | 3 مارس 2021                                                             |
| وزبر العمل                                             | مارتي والش            | ماساتشوستس      | 7 يناير 2021   | الصحة والتعليم والعمل والمعاشات          | 4 فبراير 2021                 | 18–4                                                                    | 11 فبراير 2021                                                          | 68–30                                                                   | 18 مارس 2021                                                            | 68–29                                                                   | 22 مارس 2021                                                            | 23 مارس 2021                                                            |
| وزبر العمل                                             | جولي سو               | كاليفورنيا      | 28 فبراير 2023 | الصحة والتعليم والعمل والمعاشات          | أبريل 20, 2023                | 11–10                                                                   | أبريل 26, 2023                                                          | غير موجود                                                               | غير موجود                                                               | انتهت صلاحيته                                                           | غير موجود                                                               | غير موجود                                                               |
| وزبر العمل                                             | جولي سو               | كاليفورنيا      | 28 فبراير 2023 | الصحة والتعليم والعمل والمعاشات          | غير موجود                     | 11–10                                                                   | فبراير 27, 2024                                                         | غير موجود                                                               | غير موجود                                                               | انتهت صلاحيته                                                           | غير موجود                                                               | غير موجود                                                               |
| وزير الصحة والخدمات الإنسانية                          | كزافييه بيسيرا        | كاليفورنيا      | 7 ديسمبر 2020  | الصحة والتعليم والعمل والمعاشات          | 23 فبراير 2021                | استشاريًا                                                                | N/A                                                                     | 50–49                                                                   | مارس 17, 2021                                                           | 50–49                                                                   | 18 مارس 2021                                                            | مارس 19, 2021                                                           |
| وزير الصحة والخدمات الإنسانية                          | كزافييه بيسيرا        | كاليفورنيا      | 7 ديسمبر 2020  | الشؤون المالية                           | 24 فبراير 2021                | 14–14                                                                   | مارس 3, 2021                                                            | 50–49                                                                   | مارس 17, 2021                                                           | 50–49                                                                   | 18 مارس 2021                                                            | مارس 19, 2021                                                           |
| وزير الإسكان والتنمية المدنية                          | مارسيا فودج           | أوهايو          | 10 ديسمبر 2020 | الشؤون المصرفية والإسكان والشؤون الحضرية | يناير 28, 2021                | 17–7                                                                    | فبراير 4, 2021                                                          | 69–30                                                                   | مارس 9, 2021                                                            | 66–34                                                                   | مارس 10, 2021                                                           | مارس 10, 2021                                                           |
| وزير النقل                                             | بيت بوتجيج            | إنديانا         | 15 ديسمبر 2020 | التجارة والعلوم والنقل                   | يناير 21, 2021                | 21–3                                                                    | يناير 27, 2021                                                          | غير موجود                                                               | غير موجود                                                               | 86–13                                                                   | فبراير 2, 2021                                                          | فبراير 3, 2021                                                          |
| وزير الطاقة                                            | جينيفر غرانهولم       | ميشيغان         | 17 ديسمبر 2020 | الطاقة والموارد الطبيعية                 | يناير 27, 2021                | 13–4                                                                    | فبراير 3, 2021                                                          | 67–32                                                                   | فبراير 24, 2021                                                         | 64–35                                                                   | فبراير 25, 2021                                                         | فبراير 25, 2021                                                         |
| وزير التعليم                                           | ميغيل كاردونا         | كونيتيكت        | 22 ديسمبر 2020 | الصحة والتعليم والعمل والمعاشات          | فبراير 3, 2021                | 17–5                                                                    | فبراير 11, 2021                                                         | 66–32                                                                   | فبراير 24, 2021                                                         | 64–33                                                                   | مارس 1, 2021                                                            | مارس 2, 2021                                                            |
| وزير شؤون المحاربين القدامى                            | دينيس ماكدونو         | ماريلاند        | 10 ديسمبر 2020 | شؤون المحاربين القدامى                   | يناير 27, 2021                | بالإجماع                                                                | فبراير 2, 2021                                                          | غير موجود                                                               | غير موجود                                                               | 87–7                                                                    | فبراير 8, 2021                                                          | فبراير 9, 2021                                                          |
| وزير الأمن الداخلي                                     | أليخاندرو مايوركاس    | مقاطعة كولومبيا | 23 نوفمبر 2020 | الأمن الداخلي والشؤون الحكومية           | يناير 19, 2021                | 7–4                                                                     | يناير 26, 2021                                                          | 55–42                                                                   | يناير 28, 2021                                                          | 56–43                                                                   | فبراير 2, 2021                                                          | فبراير 2, 2021                                                          |
| مدير وكالة حماية البيئة                                | مايكل ريغان           | شمال كاليفورنيا | 17 ديسمبر 2020 | الأمن الداخلي والشؤون الحكومية           | فبراير 3, 2021                | 14–6                                                                    | فبراير 9, 2021                                                          | 65–35                                                                   | مارس 10, 2021                                                           | 66–34                                                                   | مارس 10, 2021                                                           | مارس 11, 2021                                                           |
| مدير مكتب الإدارة والميزانية                           | نييرا تاندن           | ماساتشوستس      | 30 نوفمبر 2020 | الأمن الداخلي والشؤون الحكومية           | فبراير 9, 2021                | تم الإعلان عن الانسحاب في 2 مارس 2021، وتم تقديمه رسميًا في 25 مارس 2021 | تم الإعلان عن الانسحاب في 2 مارس 2021، وتم تقديمه رسميًا في 25 مارس 2021 | تم الإعلان عن الانسحاب في 2 مارس 2021، وتم تقديمه رسميًا في 25 مارس 2021 | تم الإعلان عن الانسحاب في 2 مارس 2021، وتم تقديمه رسميًا في 25 مارس 2021 | تم الإعلان عن الانسحاب في 2 مارس 2021، وتم تقديمه رسميًا في 25 مارس 2021 | تم الإعلان عن الانسحاب في 2 مارس 2021، وتم تقديمه رسميًا في 25 مارس 2021 | تم الإعلان عن الانسحاب في 2 مارس 2021، وتم تقديمه رسميًا في 25 مارس 2021 |
| مدير مكتب الإدارة والميزانية                           | نييرا تاندن           | ماساتشوستس      | 30 نوفمبر 2020 | الميزانية                                | فبراير 10, 2021               | تم الإعلان عن الانسحاب في 2 مارس 2021، وتم تقديمه رسميًا في 25 مارس 2021 | تم الإعلان عن الانسحاب في 2 مارس 2021، وتم تقديمه رسميًا في 25 مارس 2021 | تم الإعلان عن الانسحاب في 2 مارس 2021، وتم تقديمه رسميًا في 25 مارس 2021 | تم الإعلان عن الانسحاب في 2 مارس 2021، وتم تقديمه رسميًا في 25 مارس 2021 | تم الإعلان عن الانسحاب في 2 مارس 2021، وتم تقديمه رسميًا في 25 مارس 2021 | تم الإعلان عن الانسحاب في 2 مارس 2021، وتم تقديمه رسميًا في 25 مارس 2021 | تم الإعلان عن الانسحاب في 2 مارس 2021، وتم تقديمه رسميًا في 25 مارس 2021 |
| مدير مكتب الإدارة والميزانية                           | شالاندا يونغ          | لويسيانيا       | 24 نوفمبر 2020 | الأمن الداخلي والشؤون الحكومية           | فبراير 1, 2022                | 8–6                                                                     | فبراير 9, 2022                                                          | 53–31                                                                   | مارس 14, 2022                                                           | 61–36                                                                   | مارس 15, 2022                                                           | مارس 17, 2022                                                           |
| مدير مكتب الإدارة والميزانية                           | شالاندا يونغ          | لويسيانيا       | 24 نوفمبر 2020 | الميزانية                                | فبراير 1, 2022                | 15–6                                                                    | فبراير 9, 2022                                                          | 53–31                                                                   | مارس 14, 2022                                                           | 61–36                                                                   | مارس 15, 2022                                                           | مارس 17, 2022                                                           |
| مدير الاستخبارات الوطنية                               | أفريل هاينز           | نيويورك         | 23 نوفمبر 2020 | الاستخبارات                              | يناير 19, 2021                | بالإجماع                                                                | يناير 20, 2021                                                          | غير موجود                                                               | غير موجود                                                               | 84–10                                                                   | يناير 20, 2021                                                          | يناير 21, 2021                                                          |
| الممثل التجاري                                         | كاثرين تاي            | مقاطعة كولومبيا | 10 ديسمبر 2020 | الشؤون المالية                           | فبراير 25, 2021               | بالإجماع                                                                | مارس 3, 2021                                                            | 98–0                                                                    | مارس 16, 2021                                                           | 98–0                                                                    | مارس 17, 2021                                                           | مارس 18, 2021                                                           |
| السفير لدى الأمم المتحدة                               | ليندا توماس- غرينفيلد | لويسيانيا       | 23 نوفمبر 2020 | العلاقات الخارجية                        | يناير 27, 2021                | 18–4                                                                    | فبراير 4, 2021                                                          | 75–20                                                                   | فبراير 22, 2021                                                         | 78–20                                                                   | فبراير 23, 2021                                                         | فبراير 25, 2021                                                         |
| رئيس مجلس المستشارين الاقتصاديين                       | سيليا روس             | نيوجيرسي        | 30 نوفمبر 2020 | الشؤون المصرفية والإسكان والشؤون الحضرية | يناير 28, 2021                | بالإجماع                                                                | فبراير 4, 2021                                                          | 94–5                                                                    | مارس 2, 2021                                                            | 95–4                                                                    | مارس 2, 2021                                                            | مارس 2, 2021                                                            |
| رئيس مجلس المستشارين الاقتصاديين                       | جارد بيرنستاين        | فرجينيا         | 14 ديسمبر 2023 | الشؤون المصرفية والإسكان والشؤون الحضرية | أبريل 18, 2023                | 12–11                                                                   | مايو 11, 2023                                                           | 50–49                                                                   | يونيو 13, 2023                                                          | 50–49                                                                   | يونيو 13, 2023                                                          | يوليو 10, 2023                                                          |
| مدير إدارة الأعمال الصغيرة                             | إيزابيل غوزمان        | كاليفورنيا      | 7 يناير 2021   | المشاريع الصغيرة وريادة الأعمال          | فبراير 3, 2021                | 15–5                                                                    | فبراير 24, 2021                                                         | 80–18                                                                   | مارس 16, 2021                                                           | 81–17                                                                   | مارس 16, 2021                                                           | مارس 17, 2021                                                           |
| مدير مكتب الولايات المتحدة لسياسات العلوم والتكنولوجيا | إريك لاندر            | ماساتشوستس      | 15 يناير 2021  | التجارة والعلوم والنقل                   | أبريل 29, 2021                | 22–6                                                                    | مايو 20, 2021                                                           | غير موجود                                                               | غير موجود                                                               | بالإجماع                                                                | مايو 28, 2021                                                           | يونيو 2, 2021                                                           |
| مدير مكتب الولايات المتحدة لسياسات العلوم والتكنولوجيا | اراتي برابهاكار       | كاليفورنيا      | 21 يونيو 2022  | التجارة والعلوم والنقل                   | يوليو 20, 2022                | 15–13                                                                   | يوليو 27, 2022                                                          | 58–38                                                                   | سبتمبر 21, 2022                                                         | 56–40                                                                   | سبتمبر 22, 2022                                                         | أكتوبر 3, 2022                                                          |
| مدير وكالة المخابرات المركزية                          | وليام بيرنز           | ماريلاند        | 11 يناير 2021  | الاستخبارات                              | فبراير 24, 2021               | بالإجماع                                                                | مارس 2, 2021                                                            | غير موجود                                                               | غير موجود                                                               | بالإجماع                                                                | مارس 18, 2021                                                           | مارس 19, 2021                                                           |

### عملية التصويت
| الولاية            | عضو مجلس الشيوخ   | الحزب | 20 يناير 2021 أفريل هاينز الاستخبارات 84–10 | 22 يناير 2021 لويد أوستن الدفاع 93–2 | 25 يناير 2021 جانيت يلين الخزانة 84–15 | 26 يناير 2021 أنتوني بلينكن الخارجية 78–22 | 2 فبراير 2021 بيت بوتجيج النقل 86–13 | 2 فبراير 2021 أليخاندرو مايوركاس الأمن الداخلي 56–43 | 8 فبراير 2021 دينيس ماكدونو المحاربين القدامى 87–7 | 23 فبراير 2023 ليندا توماس-غرينفيلد الأمم المتحدة 78–20 |
| ------------------ | ----------------- | ----- | ------------------------------------------- | ------------------------------------ | -------------------------------------- | ------------------------------------------ | ------------------------------------ | ---------------------------------------------------- | -------------------------------------------------- | ------------------------------------------------------- |
| ألاباما            | ريتشارد شيلبي     | ج     | نعم                                         | نعم                                  | لا                                     | لا                                         | لا                                   | لا                                                   | نعم                                                | لا                                                      |
| ألاباما            | تومي توبرفيل      | ج     | نعم                                         | نعم                                  | لا                                     | لا                                         | لا                                   | لا                                                   | نعم                                                | لا                                                      |
| ألاسكا             | ليزا ماروسكي      | ج     | نعم                                         | نعم                                  | نعم                                    | نعم                                        | نعم                                  | نعم                                                  | نعم                                                | نعم                                                     |
| ألاسكا             | دان سوليفان       | ج     | نعم                                         | نعم                                  | لا                                     | نعم                                        | نعم                                  | نعم                                                  | نعم                                                | نعم                                                     |
| أريزونا            | كيرستين سينما     | د     | نعم                                         | نعم                                  | نعم                                    | نعم                                        | نعم                                  | نعم                                                  | نعم                                                | نعم                                                     |
| أريزونا            | مارك كيلي         | د     | نعم                                         | نعم                                  | نعم                                    | نعم                                        | نعم                                  | نعم                                                  | نعم                                                | نعم                                                     |
| أركانساس           | جون بوزمان        | ج     | نعم                                         | نعم                                  | لا                                     | لا                                         | نعم                                  | لا                                                   | نعم                                                | نعم                                                     |
| أركانساس           | توم كوتون         | ج     | نعم                                         | نعم                                  | لا                                     | لا                                         | لا                                   | لا                                                   | لا                                                 | لا                                                      |
| كاليفورنيا         | ديان فينستين      | د     | نعم                                         | نعم                                  | نعم                                    | نعم                                        | نعم                                  | نعم                                                  | نعم                                                | نعم                                                     |
| كاليفورنيا         | أليكس باديلا      | د     | نعم                                         | نعم                                  | نعم                                    | نعم                                        | نعم                                  | نعم                                                  | نعم                                                | نعم                                                     |
| كولورادو           | مايكل بينيت       | د     | نعم                                         | نعم                                  | نعم                                    | نعم                                        | نعم                                  | نعم                                                  | نعم                                                | نعم                                                     |
| كولورادو           | جون هيكنلوبر      | د     | نعم                                         | نعم                                  | نعم                                    | نعم                                        | نعم                                  | نعم                                                  | نعم                                                | نعم                                                     |
| كونيتيكت           | ريتشارد بلومنتال  | د     | نعم                                         | نعم                                  | نعم                                    | نعم                                        | نعم                                  | نعم                                                  | نعم                                                | نعم                                                     |
| كونيتيكت           | كريس ميرفي        | د     | نعم                                         | نعم                                  | نعم                                    | نعم                                        | نعم                                  | نعم                                                  | نعم                                                | نعم                                                     |
| ديلاوير            | توم كاربير        | د     | نعم                                         | نعم                                  | نعم                                    | نعم                                        | نعم                                  | نعم                                                  | نعم                                                | نعم                                                     |
| ديلاوير            | كريس كونز         | د     | نعم                                         | نعم                                  | نعم                                    | نعم                                        | نعم                                  | نعم                                                  | نعم                                                | نعم                                                     |
| فلوريدا            | ماركو روبيو       | ج     | نعم                                         | نعم                                  | ممتنع                                  | نعم                                        | لا                                   | لا                                                   | نعم                                                | لا                                                      |
| فلوريدا            | ريك سكوت          | ج     | نعم                                         | نعم                                  | لا                                     | لا                                         | لا                                   | لا                                                   | لا                                                 | لا                                                      |
| جورجيا             | جون أوسوف         | د     | نعم                                         | نعم                                  | نعم                                    | نعم                                        | نعم                                  | نعم                                                  | نعم                                                | نعم                                                     |
| جورجيا             | رافاييل وارنوك    | د     | نعم                                         | نعم                                  | نعم                                    | نعم                                        | نعم                                  | نعم                                                  | نعم                                                | نعم                                                     |
| هاواي              | براين شاتز        | د     | نعم                                         | نعم                                  | نعم                                    | نعم                                        | نعم                                  | نعم                                                  | نعم                                                | نعم                                                     |
| هاواي              | مايزي هيرونو      | د     | نعم                                         | نعم                                  | نعم                                    | نعم                                        | نعم                                  | نعم                                                  | نعم                                                | نعم                                                     |
| أيداهو             | مايك كراپو        | ج     | ممتنع                                       | نعم                                  | نعم                                    | نعم                                        | نعم                                  | لا                                                   | نعم                                                | نعم                                                     |
| أيداهو             | جيم ريش           | ج     | لا                                          | نعم                                  | لا                                     | نعم                                        | نعم                                  | لا                                                   | نعم                                                | نعم                                                     |
| إلينوي             | ديك دوربين        | د     | نعم                                         | نعم                                  | نعم                                    | نعم                                        | نعم                                  | نعم                                                  | نعم                                                | نعم                                                     |
| إلينوي             | تامي دَكْوُرْث        | د     | نعم                                         | نعم                                  | نعم                                    | نعم                                        | نعم                                  | نعم                                                  | نعم                                                | نعم                                                     |
| إنديانا            | تود يونغ          | ج     | نعم                                         | نعم                                  | نعم                                    | نعم                                        | نعم                                  | لا                                                   | نعم                                                | نعم                                                     |
| إنديانا            | مايك براون        | ج     | لا                                          | نعم                                  | نعم                                    | لا                                         | نعم                                  | لا                                                   | نعم                                                | لا                                                      |
| آيوا               | تشاك جراسلي       | ج     | نعم                                         | نعم                                  | نعم                                    | نعم                                        | نعم                                  | لا                                                   | نعم                                                | لا                                                      |
| آيوا               | جوني إرنست        | ج     | لا                                          | نعم                                  | نعم                                    | لا                                         | نعم                                  | لا                                                   | لا                                                 | لا                                                      |
| كانساس             | جيري موران        | ج     | نعم                                         | ممتنع                                | نعم                                    | نعم                                        | نعم                                  | لا                                                   | ممتنع                                              | نعم                                                     |
| كانساس             | روجر مارشال       | ج     | لا                                          | نعم                                  | نعم                                    | لا                                         | لا                                   | لا                                                   | لا                                                 | لا                                                      |
| كنتاكي             | ميتشل ماكونيل     | ج     | نعم                                         | نعم                                  | نعم                                    | نعم                                        | نعم                                  | لا                                                   | نعم                                                | نعم                                                     |
| كنتاكي             | ران بول           | ج     | لا                                          | نعم                                  | لا                                     | لا                                         | نعم                                  | لا                                                   | ممتنع                                              | ممتنع                                                   |
| لويزيانا           | بيل كاسيدي        | ج     | نعم                                         | نعم                                  | نعم                                    | لا                                         | لا                                   | لا                                                   | نعم                                                | نعم                                                     |
| لويزيانا           | جون كينيدي        | ج     | نعم                                         | نعم                                  | نعم                                    | لا                                         | نعم                                  | لا                                                   | نعم                                                | نعم                                                     |
| مين                | سوزان كولينز      | ج     | نعم                                         | نعم                                  | نعم                                    | نعم                                        | نعم                                  | نعم                                                  | نعم                                                | نعم                                                     |
| مين                | أنغوس كينغ        | م-د   | نعم                                         | نعم                                  | نعم                                    | نعم                                        | نعم                                  | نعم                                                  | نعم                                                | نعم                                                     |
| ماريلاند           | بن كاردين         | د     | نعم                                         | نعم                                  | نعم                                    | نعم                                        | نعم                                  | نعم                                                  | نعم                                                | نعم                                                     |
| ماريلاند           | كريس فان هولن     | د     | نعم                                         | نعم                                  | نعم                                    | نعم                                        | نعم                                  | نعم                                                  | نعم                                                | نعم                                                     |
| ماساتشوستس         | اليزابيث وارن     | د     | نعم                                         | نعم                                  | نعم                                    | نعم                                        | نعم                                  | نعم                                                  | نعم                                                | نعم                                                     |
| ماساتشوستس         | إيد ماركي         | د     | نعم                                         | نعم                                  | نعم                                    | نعم                                        | نعم                                  | نعم                                                  | نعم                                                | نعم                                                     |
| ميشيغان            | ديبي ستابينو      | د     | نعم                                         | نعم                                  | نعم                                    | نعم                                        | نعم                                  | نعم                                                  | نعم                                                | نعم                                                     |
| ميشيغان            | جاري بيترز        | د     | نعم                                         | نعم                                  | نعم                                    | نعم                                        | نعم                                  | نعم                                                  | نعم                                                | نعم                                                     |
| مينينسوتا          | إيمي كلوبوشار     | د     | نعم                                         | نعم                                  | نعم                                    | نعم                                        | نعم                                  | نعم                                                  | نعم                                                | نعم                                                     |
| مينينسوتا          | تينا سميث         | د     | نعم                                         | نعم                                  | نعم                                    | نعم                                        | نعم                                  | نعم                                                  | نعم                                                | نعم                                                     |
| ميسيسبي            | روجر ويكر         | R     | نعم                                         | نعم                                  | نعم                                    | نعم                                        | نعم                                  | لا                                                   | نعم                                                | نعم                                                     |
| ميسيسبي            | سيندي هايد سميث   | R     | نعم                                         | ممتنع                                | نعم                                    | نعم                                        | نعم                                  | لا                                                   | نعم                                                | عنم                                                     |
| ميزوري             | روي بلانت         | ج     | نعم                                         | نعم                                  | نعم                                    | نعم                                        | نعم                                  | لا                                                   | نعم                                                | نعم                                                     |
| ميزوري             | جوش هاولي         | ج     | لا                                          | لا                                   | لا                                     | لا                                         | لا                                   | لا                                                   | لا                                                 | لا                                                      |
| مونتانا            | جون تيستر         | د     | نعم                                         | نعم                                  | نعم                                    | نعم                                        | نعم                                  | نعم                                                  | نعم                                                | نعم                                                     |
| مونتانا            | ستيف داينز        | ج     | نعم                                         | نعم                                  | نعم                                    | لا                                         | نعم                                  | لا                                                   | نعم                                                | لا                                                      |
| نبراسكا            | ديب فيشر          | ج     | نعم                                         | نعم                                  | نعم                                    | نعم                                        | نعم                                  | لا                                                   | نعم                                                | نعم                                                     |
| نبراسكا            | بن ساس            | ج     | نعم                                         | نعم                                  | نعم                                    | نعم                                        | نعم                                  | لا                                                   | نعم                                                | لا                                                      |
| نيفادا             | كاثرين كورتز ماتو | د     | نعم                                         | نعم                                  | نعم                                    | نعم                                        | نعم                                  | نعم                                                  | نعم                                                | نعم                                                     |
| نيفادا             | جاكي روزن         | د     | نعم                                         | نعم                                  | نعم                                    | نعم                                        | نعم                                  | نعم                                                  | نعم                                                | نعم                                                     |
| نيوهامبشاير        | جان شين           | د     | نعم                                         | نعم                                  | نعم                                    | نعم                                        | نعم                                  | نعم                                                  | نعم                                                | نعم                                                     |
| نيوهامبشاير        | ماجي حسن          | د     | نعم                                         | نعم                                  | نعم                                    | نعم                                        | نعم                                  | نعم                                                  | نعم                                                | نعم                                                     |
| نيوجيرسي           | بوب مينينديز      | د     | نعم                                         | نعم                                  | نعم                                    | نعم                                        | نعم                                  | نعم                                                  | نعم                                                | نعم                                                     |
| نيوجيرسي           | كوري بوكر         | د     | نعم                                         | نعم                                  | نعم                                    | نعم                                        | نعم                                  | نعم                                                  | نعم                                                | نعم                                                     |
| نيو مكسيكو         | مارتن هاينريش     | د     | نعم                                         | نعم                                  | نعم                                    | نعم                                        | نعم                                  | نعم                                                  | نعم                                                | نعم                                                     |
| نيو مكسيكو         | بن راي لوجان      | د     | نعم                                         | نعم                                  | نعم                                    | نعم                                        | نعم                                  | نعم                                                  | نعم                                                | نعم                                                     |
| نيويورك (ولاية)    | تشاك شومر         | د     | نعم                                         | نعم                                  | نعم                                    | نعم                                        | نعم                                  | نعم                                                  | نعم                                                | نعم                                                     |
| نيويورك (ولاية)    | كيرستن جيلبراند   | د     | نعم                                         | نعم                                  | نعم                                    | نعم                                        | نعم                                  | نعم                                                  | نعم                                                | نعم                                                     |
| كارولاينا الشمالية | ريتشارد بور       | ج     | نعم                                         | ممتنع                                | نعم                                    | نعم                                        | نعم                                  | لا                                                   | ممتنع                                              | نعم                                                     |
| كارولاينا الشمالية | توم تيلس          | ج     | ممتنع                                       | ممتنع                                | نعم                                    | نعم                                        | نعم                                  | لا                                                   | نعم                                                | نعم                                                     |
| داكوتا الشمالية    | جون هوفن          | ج     | نعم                                         | نعم                                  | لا                                     | لا                                         | نعم                                  | لا                                                   | نعم                                                | لا                                                      |
| داكوتا الشمالية    | كيفن كرامر        | ج     | نعم                                         | نعم                                  | لا                                     | لا                                         | نعم                                  | لا                                                   | نعم                                                | لا                                                      |
| أوهايو             | شيرود براون       | د     | ممتنع                                       | نعم                                  | نعم                                    | نعم                                        | نعم                                  | نعم                                                  | نعم                                                | نعم                                                     |
| أوهايو             | روب بورتمن        | ج     | نعم                                         | نعم                                  | نعم                                    | نعم                                        | نعم                                  | نعم                                                  | نعم                                                | نعم                                                     |
| أوكلاهوما          | جيم إينهويف       | ج     | نعم                                         | نعم                                  | نعم                                    | نعم                                        | نعم                                  | لا                                                   | ممتنع                                              | نعم                                                     |
| أوكلاهوما          | جيمس لانكفورد     | ج     | نعم                                         | نعم                                  | نعم                                    | لا                                         | لا                                   | لا                                                   | نعم                                                | لا                                                      |
| أوريغون            | رون وايدن         | د     | نعم                                         | نعم                                  | نعم                                    | نعم                                        | نعم                                  | نعم                                                  | نعم                                                | نعم                                                     |
| أوريغون            | جيف ميركلي        | د     | نعم                                         | نعم                                  | نعم                                    | نعم                                        | نعم                                  | نعم                                                  | نعم                                                | نعم                                                     |
| بنسلفانيا          | بوب كيسي الابن    | د     | نعم                                         | نعم                                  | نعم                                    | نعم                                        | نعم                                  | نعم                                                  | نعم                                                | نعم                                                     |
| بنسلفانيا          | بات تومي          | ج     | ممتنع                                       | نعم                                  | نعم                                    | نعم                                        | ممتنع                                | ممتنع                                                | ممتنع                                              | ممتنع                                                   |
| رود آيلاند         | جاك ريد           | د     | نعم                                         | نعم                                  | نعم                                    | نعم                                        | نعم                                  | نعم                                                  | نعم                                                | نعم                                                     |
| رود آيلاند         | شيلدون وايتهوس    | د     | ممتنع                                       | نعم                                  | نعم                                    | نعم                                        | نعم                                  | نعم                                                  | نعم                                                | نعم                                                     |
| كارولاينا الجنوبية | ليندسي غراهام     | ج     | نعم                                         | نعم                                  | نعم                                    | نعم                                        | نعم                                  | لا                                                   | نعم                                                | نعم                                                     |
| كارولاينا الجنوبية | تيم سكوت          | ج     | ممتنع                                       | نعم                                  | نعم                                    | لا                                         | لا                                   | لا                                                   | نعم                                                | لا                                                      |
| داكوتا الجنوبية    | جون ثون           | ج     | نعم                                         | نعم                                  | نعم                                    | نعم                                        | نعم                                  | لا                                                   | نعم                                                | نعم                                                     |
| داكوتا الجنوبية    | مايك روندس        | ج     | نعم                                         | نعم                                  | نعم                                    | نعم                                        | نعم                                  | لا                                                   | نعم                                                | نعم                                                     |
| تينيسي             | مارشا بلاكبيرن    | ج     | لا                                          | نعم                                  | لا                                     | لا                                         | لا                                   | لا                                                   | نعم                                                | لا                                                      |
| تينيسي             | بيل هاجرتي        | ج     | لا                                          | نعم                                  | نعم                                    | نعم                                        | لا                                   | لا                                                   | لا                                                 | لا                                                      |
| تكساس              | جون كورنين        | ج     | نعم                                         | نعم                                  | نعم                                    | نعم                                        | نعم                                  | لا                                                   | نعم                                                | نعم                                                     |
| تكساس              | تيد كروز          | ج     | لا                                          | نعم                                  | لا                                     | لا                                         | لا                                   | لا                                                   | لا                                                 | لا                                                      |
| يوتا               | مايك لي           | ج     | لا                                          | لا                                   | لا                                     | لا                                         | نعم                                  | لا                                                   | نعم                                                | نعم                                                     |
| يوتا               | ميت رومني         | ج     | نعم                                         | نعم                                  | نعم                                    | نعم                                        | نعم                                  | نعم                                                  | نعم                                                | نعم                                                     |
| فيرمونت            | باتريك ليهي       | د     | نعم                                         | نعم                                  | نعم                                    | نعم                                        | نعم                                  | نعم                                                  | نعم                                                | نعم                                                     |
| فيرمونت            | بيرني ساندرز      | م-د   | نعم                                         | نعم                                  | نعم                                    | نعم                                        | نعم                                  | نعم                                                  | نعم                                                | نعم                                                     |
| فرجينيا            | مارك وارنر        | د     | نعم                                         | نعم                                  | نعم                                    | نعم                                        | نعم                                  | نعم                                                  | نعم                                                | نعم                                                     |
| فرجينيا            | تيم كين           | د     | نعم                                         | نعم                                  | نعم                                    | نعم                                        | نعم                                  | نعم                                                  | نعم                                                | نعم                                                     |
| واشنطن             | باتي موراي        | د     | نعم                                         | نعم                                  | نعم                                    | نعم                                        | نعم                                  | نعم                                                  | نعم                                                | نعم                                                     |
| واشنطن             | ماريا كانتويل     | د     | نعم                                         | نعم                                  | نعم                                    | نعم                                        | نعم                                  | نعم                                                  | نعم                                                | نعم                                                     |
| فيرجينيا الغربية   | جو ماشين          | د     | نعم                                         | نعم                                  | نعم                                    | نعم                                        | نعم                                  | نعم                                                  | نعم                                                | نعم                                                     |
| فيرجينيا الغربية   | شيلي مور كابيتو   | ج     | نعم                                         | ممتنع                                | نعم                                    | نعم                                        | نعم                                  | نعم                                                  | نعم                                                | نعم                                                     |
| ويسكونسن           | رون جونسون        | ج     | نعم                                         | نعم                                  | نعم                                    | نعم                                        | نعم                                  | لا                                                   | نعم                                                | نعم                                                     |
| ويسكونسن           | تامي بالدوين      | د     | نعم                                         | نعم                                  | نعم                                    | نعم                                        | نعم                                  | نعم                                                  | نعم                                                | نعم                                                     |
| وايومنغ            | جون باراسو        | ج     | نعم                                         | نعم                                  | لا                                     | لا                                         | نعم                                  | لا                                                   | ممتنع                                              | لا                                                      |
| وايومنغ            | سينتيا لوميز      | ج     | نعم                                         | نعم                                  | نعم                                    | لا                                         | نعم                                  | لا                                                   | نعم                                                | نعم                                                     |

| الولاية            | عضو مجلس الشيوخ     | الحزب | 23 فبراير 2021 توم فيلساك الزراعة 92–7 | 25 فبراير 2021 جينيفر غرانهولم الطاقة 64–35 | 1 مارس 2021 ميغيل كاردونا التعليم 64–33 | 2 مارس 2021 جينا رايموندو التجارة 84–15 | 2 مارس 2021 سيسيليا روس الاقتصاديين 95–4 | 10 مارس 2021 مارسيا فودج الإسكان 66–34 | 10 مارس 2021 ميريك غارلاند النائب العام 70–30 | 10 مارس 2021 مايكل ريغان حماية البيئة 66–34 |
| ------------------ | ------------------- | ----- | -------------------------------------- | ------------------------------------------- | --------------------------------------- | --------------------------------------- | ---------------------------------------- | -------------------------------------- | --------------------------------------------- | ------------------------------------------- |
| ألاباما            | ريتشلرد شيلبي       | ج     | نعم                                    | لا                                          | لا                                      | لا                                      | نعم                                      | لا                                     | لا                                            | لا                                          |
| ألاباما            | تومي توبرفيل        | ج     | نعم                                    | لا                                          | لا                                      | لا                                      | لا                                       | لا                                     | لا                                            | لا                                          |
| ألاسكا             | ليزا موركوسكي       | ج     | نعم                                    | نعم                                         | نعم                                     | نعم                                     | نعم                                      | نعم                                    | نعم                                           | نعم                                         |
| ألاسكا             | دان سوليفان         | ج     | لا                                     | ممتنع                                       | لا                                      | نعم                                     | نعم                                      | نعم                                    | لا                                            | لا                                          |
| أريزونا            | كيرستين سينما       | د     | نعم                                    | نعم                                         | نعم                                     | نعم                                     | نعم                                      | نعم                                    | نعم                                           | نعم                                         |
| أريزونا            | مارك كيلي           | د     | نعم                                    | نعم                                         | نعم                                     | نعم                                     | نعم                                      | نعم                                    | نعم                                           | نعم                                         |
| أركانساس           | جون بوزمان          | ج     | نعم                                    | لا                                          | لا                                      | نعم                                     | نعم                                      | لا                                     | لا                                            | لا                                          |
| أركانساس           | توم كوتون           | ج     | نعم                                    | لا                                          | لا                                      | لا                                      | لا                                       | لا                                     | لا                                            | لا                                          |
| كاليفورنيا         | ديان فينشتاين       | د     | نعم                                    | نعم                                         | نعم                                     | نعم                                     | نعم                                      | نعم                                    | نعم                                           | نعم                                         |
| كاليفورنيا         | ألكس باديلا         | د     | نعم                                    | نعم                                         | نعم                                     | نعم                                     | نعم                                      | نعم                                    | نعم                                           | نعم                                         |
| كولورادو           | مايكل بينيت         | د     | نعم                                    | نعم                                         | نعم                                     | نعم                                     | نعم                                      | نعم                                    | نعم                                           | نعم                                         |
| كولورادو           | جون هيكينلوبر       | د     | نعم                                    | نعم                                         | نعم                                     | نعم                                     | نعم                                      | نعم                                    | نعم                                           | نعم                                         |
| كونيتيكت           | ريتشارد بلومنثال    | د     | نعم                                    | نعم                                         | نعم                                     | نعم                                     | نعم                                      | نعم                                    | نعم                                           | نعم                                         |
| كونيتيكت           | كريس مورفي          | د     | نعم                                    | نعم                                         | نعم                                     | نعم                                     | نعم                                      | نعم                                    | نعم                                           | نعم                                         |
| ديلاوير            | توم كاربر           | د     | نعم                                    | نعم                                         | نعم                                     | نعم                                     | نعم                                      | نعم                                    | نعم                                           | نعم                                         |
| ديلاوير            | كريس كونس           | د     | نعم                                    | نعم                                         | نعم                                     | نعم                                     | نعم                                      | نعم                                    | نعم                                           | نعم                                         |
| فلوريدا            | ماركو روبيو         | ج     | لا                                     | لا                                          | نعم                                     | لا                                      | نعم                                      | لا                                     | لا                                            | نعم                                         |
| فلوريدا            | ريك سكوت            | ج     | لا                                     | لا                                          | لا                                      | لا                                      | لا                                       | لا                                     | لا                                            | لا                                          |
| جورجيا             | جون أوسوف           | د     | نعم                                    | نعم                                         | نعم                                     | نعم                                     | نعم                                      | نعم                                    | نعم                                           | نعم                                         |
| جورجيا             | رافائيل وارنوك      | د     | نعم                                    | نعم                                         | نعم                                     | نعم                                     | نعم                                      | نعم                                    | نعم                                           | نعم                                         |
| هاواي              | بريان شاتز          | د     | نعم                                    | نعم                                         | نعم                                     | نعم                                     | نعم                                      | نعم                                    | نعم                                           | نعم                                         |
| هاواي              | مازي هيرونو         | د     | نعم                                    | نعم                                         | نعم                                     | نعم                                     | نعم                                      | نعم                                    | نعم                                           | نعم                                         |
| أيداهو             | مايك كرابو          | ج     | نعم                                    | نعم                                         | لا                                      | نعم                                     | نعم                                      | لا                                     | لا                                            | لا                                          |
| أيداهو             | جيم ريش             | ج     | نعم                                    | نعم                                         | لا                                      | نعم                                     | نعم                                      | لا                                     | لا                                            | لا                                          |
| إلينوي             | ديك دوربين          | د     | نعم                                    | نعم                                         | نعم                                     | نعم                                     | نعم                                      | نعم                                    | نعم                                           | نعم                                         |
| إلينوي             | تامي داكوورث        | د     | نعم                                    | نعم                                         | نعم                                     | نعم                                     | نعم                                      | نعم                                    | نعم                                           | نعم                                         |
| إنديانا            | تود يونغ            | ج     | نعم                                    | نعم                                         | لا                                      | نعم                                     | نعم                                      | نعم                                    | لا                                            | لا                                          |
| إنديانا            | مايك براون          | ج     | نعم                                    | لا                                          | لا                                      | نعم                                     | نعم                                      | لا                                     | لا                                            | نعم                                         |
| آيوا               | تشاك غراسلي         | ج     | نعم                                    | لا                                          | نعم                                     | نعم                                     | نعم                                      | نعم                                    | نعم                                           | نعم                                         |
| آيوا               | جوني إرنست          | ج     | نعم                                    | لا                                          | لا                                      | نعم                                     | نعم                                      | لا                                     | نعم                                           | لا                                          |
| كانساس             | جيري موران          | ج     | نعم                                    | لا                                          | ممتنع                                   | نعم                                     | نعم                                      | نعم                                    | نعم                                           | لا                                          |
| كانساس             | روجر مارشال         | ج     | نعم                                    | لا                                          | لا                                      | نعم                                     | نعم                                      | لا                                     | لا                                            | لا                                          |
| كنتاكي             | ميتش ماكونيل        | ج     | نعم                                    | نعم                                         | نعم                                     | نعم                                     | نعم                                      | نعم                                    | نعم                                           | لا                                          |
| كنتاكي             | راند بول            | ج     | لا                                     | لا                                          | لا                                      | نعم                                     | لا                                       | لا                                     | لا                                            | لا                                          |
| لويزيانا           | بيل كاسيدي          | ج     | نعم                                    | لا                                          | نعم                                     | نعم                                     | نعم                                      | لا                                     | نعم                                           | لا                                          |
| لويزيانا           | جون كينيدي          | ج     | نعم                                    | لا                                          | لا                                      | لا                                      | نعم                                      | لا                                     | لا                                            | لا                                          |
| مين                | سوزان كولينز        | ج     | نعم                                    | نعم                                         | نعم                                     | نعم                                     | نعم                                      | نعم                                    | نعم                                           | نعم                                         |
| مين                | أنجوس كينغ          | م-د   | نعم                                    | نعم                                         | نعم                                     | نعم                                     | نعم                                      | نعم                                    | نعم                                           | نعم                                         |
| ماريلاند           | بن كاردين           | د     | نعم                                    | نعم                                         | نعم                                     | نعم                                     | نعم                                      | نعم                                    | نعم                                           | نعم                                         |
| ماريلاند           | كريس فان هولن       | د     | نعم                                    | نعم                                         | نعم                                     | نعم                                     | نعم                                      | نعم                                    | نعم                                           | نعم                                         |
| ماساتشوستس         | اليزابيث وارن       | د     | نعم                                    | نعم                                         | نعم                                     | نعم                                     | نعم                                      | نعم                                    | نعم                                           | نعم                                         |
| ماساتشوستس         | إد ماركي            | د     | نعم                                    | نعم                                         | نعم                                     | نعم                                     | نعم                                      | نعم                                    | نعم                                           | نعم                                         |
| ميشيغان            | ديبي ستابينو        | د     | نعم                                    | نعم                                         | نعم                                     | نعم                                     | نعم                                      | نعم                                    | نعم                                           | نعم                                         |
| ميشيغان            | غاري بيترز          | د     | نعم                                    | نعم                                         | نعم                                     | نعم                                     | نعم                                      | نعم                                    | نعم                                           | نعم                                         |
| مينيسوتا           | إيمي كلوبوشار       | د     | نعم                                    | نعم                                         | نعم                                     | نعم                                     | نعم                                      | نعم                                    | نعم                                           | نعم                                         |
| مينيسوتا           | تينا سميث           | د     | نعم                                    | نعم                                         | نعم                                     | نعم                                     | نعم                                      | نعم                                    | نعم                                           | نعم                                         |
| ميسيسيبي           | روجر ويكر           | ج     | نعم                                    | لا                                          | لا                                      | نعم                                     | نعم                                      | لا                                     | لا                                            | نعم                                         |
| ميسيسيبي           | سيندي هايد سميث     | ج     | نعم                                    | لا                                          | لا                                      | نعم                                     | نعم                                      | لا                                     | لا                                            | نعم                                         |
| ميزوري             | روي بلانت           | ج     | نعم                                    | لا                                          | ممتنع                                   | نعم                                     | نعم                                      | نعم                                    | نعم                                           | لا                                          |
| ميزوري             | جوش هاولي           | ج     | لا                                     | لا                                          | لا                                      | لا                                      | نعم                                      | لا                                     | لا                                            | لا                                          |
| مونتانا            | جون تستر            | د     | نعم                                    | نعم                                         | نعم                                     | نعم                                     | نعم                                      | نعم                                    | نعم                                           | نعم                                         |
| مونتانا            | ستيف ديينز          | ج     | نعم                                    | نعم                                         | لا                                      | نعم                                     | نعم                                      | لا                                     | لا                                            | لا                                          |
| نبراسكا            | ديب فيشر            | ج     | نعم                                    | لا                                          | نعم                                     | نعم                                     | نعم                                      | لا                                     | لا                                            | نعم                                         |
| نبراسكا            | بن ساسي             | ج     | نعم                                    | لا                                          | لا                                      | لا                                      | نعم                                      | لا                                     | لا                                            | لا                                          |
| نيفادا             | كاثرين كورتيز ماستو | د     | نعم                                    | نعم                                         | نعم                                     | نعم                                     | نعم                                      | نعم                                    | نعم                                           | نعم                                         |
| نيفادا             | جاكي روزن           | د     | نعم                                    | نعم                                         | نعم                                     | نعم                                     | نعم                                      | نعم                                    | نعم                                           | نعم                                         |
| نيوهامبشاير        | جين شاهين           | د     | ممتنع                                  | نعم                                         | نعم                                     | نعم                                     | نعم                                      | نعم                                    | نعم                                           | نعم                                         |
| نيوهامبشاير        | ماجي حسن            | د     | نعم                                    | نعم                                         | نعم                                     | نعم                                     | نعم                                      | نعم                                    | نعم                                           | نعم                                         |
| نيوجيرسي           | بوب مينينديز        | د     | نعم                                    | نعم                                         | نعم                                     | نعم                                     | نعم                                      | نعم                                    | نعم                                           | نعم                                         |
| نيوجيرسي           | كوري بوكر           | د     | نعم                                    | نعم                                         | نعم                                     | نعم                                     | نعم                                      | نعم                                    | نعم                                           | نعم                                         |
| نيو مكسيكو         | مارتن هاينريش       | د     | نعم                                    | نعم                                         | نعم                                     | نعم                                     | نعم                                      | نعم                                    | نعم                                           | نعم                                         |
| نيو مكسيكو         | بن راي لوجان        | د     | نعم                                    | نعم                                         | نعم                                     | نعم                                     | نعم                                      | نعم                                    | نعم                                           | نعم                                         |
| نيويورك (ولاية)    | تشاك شومر           | د     | نعم                                    | نعم                                         | نعم                                     | نعم                                     | نعم                                      | نعم                                    | نعم                                           | نعم                                         |
| نيويورك (ولاية)    | كيرستن جيليبراند    | د     | نعم                                    | نعم                                         | نعم                                     | نعم                                     | نعم                                      | نعم                                    | نعم                                           | نعم                                         |
| كارولاينا الشمالية | ريتشارد بور         | ج     | نعم                                    | نعم                                         | نعم                                     | نعم                                     | نعم                                      | لا                                     | نعم                                           | نعم                                         |
| كارولاينا الشمالية | توم تيليس           | ج     | نعم                                    | لا                                          | نعم                                     | نعم                                     | نعم                                      | لا                                     | نعم                                           | نعم                                         |
| داكوتا الشمالية    | جون هويفن           | ج     | نعم                                    | نعم                                         | لا                                      | لا                                      | نعم                                      | نعم                                    | لا                                            | لا                                          |
| داكوتا الشمالية    | كيفن كريمر          | ج     | نعم                                    | نعم                                         | لا                                      | لا                                      | نعم                                      | نعم                                    | لا                                            | نعم                                         |
| أوهايو             | شيررود براون        | د     | نعم                                    | نعم                                         | نعم                                     | نعم                                     | نعم                                      | نعم                                    | نعم                                           | نعم                                         |
| أوهايو             | روب بورتمان         | ج     | نعم                                    | نعم                                         | نعم                                     | نعم                                     | نعم                                      | نعم                                    | نعم                                           | نعم                                         |
| أوكلاهوما          | جيم إنهوف           | ج     | نعم                                    | لا                                          | لا                                      | نعم                                     | نعم                                      | لا                                     | نعم                                           | لا                                          |
| أوكلاهوما          | جيمس لانكفورد       | ج     | نعم                                    | لا                                          | لا                                      | نعم                                     | نعم                                      | لا                                     | نعم                                           | لا                                          |
| أوريغون            | رون وايدن           | د     | نعم                                    | نعم                                         | نعم                                     | نعم                                     | نعم                                      | نعم                                    | نعم                                           | نعم                                         |
| أوريغون            | جيف ميركلي          | د     | نعم                                    | نعم                                         | نعم                                     | نعم                                     | نعم                                      | نعم                                    | نعم                                           | نعم                                         |
| بنسلفانيا          | بوب كيسي جونيور     | د     | نعم                                    | نعم                                         | نعم                                     | نعم                                     | نعم                                      | نعم                                    | نعم                                           | نعم                                         |
| بنسلفانيا          | بات تومي            | ج     | نعم                                    | لا                                          | لا                                      | نعم                                     | نعم                                      | لا                                     | لا                                            | لا                                          |
| رود آيلاند         | جاك ريد             | د     | نعم                                    | نعم                                         | نعم                                     | نعم                                     | نعم                                      | نعم                                    | نعم                                           | نعم                                         |
| رود آيلاند         | شيلدون وايتهاوس     | د     | نعم                                    | نعم                                         | نعم                                     | نعم                                     | نعم                                      | نعم                                    | نعم                                           | نعم                                         |
| كارولاينا الجنوبية | ليندسي غراهام       | ج     | نعم                                    | لا                                          | لا                                      | نعم                                     | نعم                                      | نعم                                    | نعم                                           | نعم                                         |
| كارولاينا الجنوبية | تيم سكوت            | ج     | نعم                                    | لا                                          | لا                                      | لا                                      | نعم                                      | نعم                                    | لا                                            | لا                                          |
| داكوتا الجنوبية    | جون ثون             | ج     | نعم                                    | لا                                          | لا                                      | نعم                                     | نعم                                      | لا                                     | نعم                                           | لا                                          |
| داكوتا الجنوبية    | مايك راوندز         | ج     | نعم                                    | نعم                                         | لا                                      | نعم                                     | نعم                                      | نعم                                    | نعم                                           | نعم                                         |
| تينيسي             | مارشا بلاكبيرن      | ج     | نعم                                    | لا                                          | ممتنع                                   | ممتنع                                   | ممتنع                                    | لا                                     | لا                                            | لا                                          |
| تينيسي             | بيل هاجرتي          | ج     | نعم                                    | لا                                          | لا                                      | لا                                      | نعم                                      | لا                                     | لا                                            | لا                                          |
| تكساس              | جون كورنين          | ج     | نعم                                    | لا                                          | نعم                                     | نعم                                     | نعم                                      | لا                                     | نعم                                           | لا                                          |
| تكساس              | تيد كروز            | ج     | لا                                     | لا                                          | لا                                      | لا                                      | نعم                                      | لا                                     | لا                                            | لا                                          |
| يوتا               | مايك لي             | ج     | نعم                                    | لا                                          | لا                                      | نعم                                     | نعم                                      | لا                                     | لا                                            | نعم                                         |
| يوتا               | ميت رومني           | ج     | نعم                                    | نعم                                         | نعم                                     | نعم                                     | نعم                                      | نعم                                    | نعم                                           | نعم                                         |
| فيرمونت            | باتريك ليهي         | د     | نعم                                    | نعم                                         | نعم                                     | نعم                                     | نعم                                      | نعم                                    | نعم                                           | نعم                                         |
| فيرمونت            | بيرني ساندرز        | م-د   | لا                                     | نعم                                         | نعم                                     | نعم                                     | نعم                                      | نعم                                    | نعم                                           | نعم                                         |
| فرجينيا            | مارك وارنر          | د     | نعم                                    | نعم                                         | نعم                                     | نعم                                     | نعم                                      | نعم                                    | نعم                                           | نعم                                         |
| فرجينيا            | تيم كين             | د     | نعم                                    | نعم                                         | نعم                                     | نعم                                     | نعم                                      | نعم                                    | نعم                                           | نعم                                         |
| واشنطن             | باتي موراي          | د     | نعم                                    | نعم                                         | نعم                                     | نعم                                     | نعم                                      | نعم                                    | نعم                                           | نعم                                         |
| واشنطن             | ماريا كانتويل       | د     | نعم                                    | نعم                                         | نعم                                     | نعم                                     | نعم                                      | نعم                                    | نعم                                           | نعم                                         |
| فيرجينيا الغربية   | جو مانشين           | د     | نعم                                    | نعم                                         | نعم                                     | نعم                                     | نعم                                      | نعم                                    | نعم                                           | نعم                                         |
| فيرجينيا الغربية   | شيلي مور كابيتو     | ج     | نعم                                    | لا                                          | نعم                                     | نعم                                     | نعم                                      | نعم                                    | نعم                                           | لا                                          |
| ويسكونسن           | رون جونسون          | ج     | نعم                                    | نعم                                         | نعم                                     | نعم                                     | نعم                                      | لا                                     | نعم                                           | لا                                          |
| ويسكونسن           | تامي بالدوين        | د     | نعم                                    | نعم                                         | نعم                                     | نعم                                     | نعم                                      | نعم                                    | نعم                                           | نعم                                         |
| وايومنغ            | جون باراسو          | ج     | نعم                                    | لا                                          | لا                                      | لا                                      | نعم                                      | لا                                     | لا                                            | لا                                          |
| وايومنغ            | سينثيا لوميس        | ج     | نعم                                    | لا                                          | لا                                      | لا                                      | نعم                                      | لا                                     | لا                                            | لا                                          |

| الولاية            | عضو مجلس الشيوخ     | الحزب | 15 مارس 2021 ديب هالاند الداخلية 51–40 | 16 مارس 2021 إيزابيل غوزمان الأعمال الصغيرة 81–17 | 17 مارس 2021 كاثرين تاي الممثل التجاري 98–0 | 18 مارس 2021 كزافييه بيسيرا الصحة 50–49 | 22 مارس 2021 مارتي والش العمل 68–29 | 28 مايو 2021 إريك لاندر العلوم والتكنولوجيا تصويت صوتي | 15 مارس 2022 شالاندا يونغ الميزانية 61–36 | 22 سبتمبر 2022 أراتي بارابكهار العلوم والتكنولوجيا 56–40 | ملخص التصويت | ملخص التصويت | ملخص التصويت |
| الولاية            | عضو مجلس الشيوخ     | الحزب | 15 مارس 2021 ديب هالاند الداخلية 51–40 | 16 مارس 2021 إيزابيل غوزمان الأعمال الصغيرة 81–17 | 17 مارس 2021 كاثرين تاي الممثل التجاري 98–0 | 18 مارس 2021 كزافييه بيسيرا الصحة 50–49 | 22 مارس 2021 مارتي والش العمل 68–29 | 28 مايو 2021 إريك لاندر العلوم والتكنولوجيا تصويت صوتي | 15 مارس 2022 شالاندا يونغ الميزانية 61–36 | 22 سبتمبر 2022 أراتي بارابكهار العلوم والتكنولوجيا 56–40 | نعم          | ممتنع        | لا           |
| ------------------ | ------------------- | ----- | -------------------------------------- | ------------------------------------------------- | ------------------------------------------- | --------------------------------------- | ----------------------------------- | ------------------------------------------------------ | ----------------------------------------- | -------------------------------------------------------- | ------------ | ------------ | ------------ |
| ألاباما            | ريتشارد شيلبي       | ج     | لا                                     | نعم                                               | نعم                                         | لا                                      | لا                                  | ممتنع                                                  | نعم                                       | لا                                                       | 8            | 1            | 15           |
| ألاباما            | تومي توبرفيل        | ج     | لا                                     | لا                                                | نعم                                         | لا                                      | نعم                                 | ممتنع                                                  | لا                                        | لا                                                       | 6            | 1            | 17           |
| ألاسكا             | ليزا موركوفسكي      | ج     | نعم                                    | نعم                                               | نعم                                         | لا                                      | ممتنع                               | ممتنع                                                  | نعم                                       | نعم                                                      | 21           | 2            | 1            |
| ألاسكا             | دان سوليفان         | ج     | نعم                                    | نعم                                               | نعم                                         | لا                                      | نعم                                 | ممتنع                                                  | نعم                                       | لا                                                       | 15           | 2            | 7            |
| أريزونا            | كيرستين سينما       | د     | نعم                                    | نعم                                               | نعم                                         | نعم                                     | نعم                                 | ممتنع                                                  | نعم                                       | نعم                                                      | 23           | 1            | 0            |
| أريزونا            | مارك كيلي           | د     | نعم                                    | نعم                                               | نعم                                         | نعم                                     | نعم                                 | ممتنع                                                  | نعم                                       | نعم                                                      | 23           | 1            | 0            |
| أركانساس           | جون بوزمان          | ج     | لا                                     | لا                                                | نعم                                         | لا                                      | لا                                  | ممتنع                                                  | لا                                        | لا                                                       | 9            | 1            | 14           |
| أركانساس           | توم كوتون           | ج     | لا                                     | لا                                                | نعم                                         | لا                                      | لا                                  | ممتنع                                                  | لا                                        | لا                                                       | 4            | 1            | 19           |
| كاليفورنيا         | ديان فينشتاين       | د     | نعم                                    | نعم                                               | نعم                                         | نعم                                     | نعم                                 | ممتنع                                                  | ممتنع                                     | نعم                                                      | 22           | 2            | 0            |
| كاليفورنيا         | اليكس باديا         | د     | نعم                                    | نعم                                               | نعم                                         | نعم                                     | نعم                                 | ممتنع                                                  | نعم                                       | نعم                                                      | 23           | 1            | 0            |
| كولورادو           | مايكل بينيت         | د     | ممتنع                                  | نعم                                               | نعم                                         | نعم                                     | نعم                                 | ممتنع                                                  | نعم                                       | نعم                                                      | 22           | 2            | 0            |
| كولورادو           | جون هيكينلوبر       | د     | ممتنع                                  | نعم                                               | نعم                                         | نعم                                     | نعم                                 | ممتنع                                                  | نعم                                       | نعم                                                      | 22           | 2            | 0            |
| كونيتيكت           | ريتشارد بلومنثال    | د     | نعم                                    | نعم                                               | نعم                                         | نعم                                     | نعم                                 | ممتنع                                                  | نعم                                       | نعم                                                      | 23           | 1            | 0            |
| كونيتيكت           | كريس مورفي          | د     | نعم                                    | نعم                                               | نعم                                         | نعم                                     | نعم                                 | ممتنع                                                  | نعم                                       | نعم                                                      | 23           | 1            | 0            |
| ديلاوير            | توم كاربر           | د     | نعم                                    | نعم                                               | نعم                                         | نعم                                     | نعم                                 | ممتنع                                                  | نعم                                       | نعم                                                      | 23           | 1            | 0            |
| ديلاوير            | كريس كونز           | د     | نعم                                    | نعم                                               | نعم                                         | نعم                                     | نعم                                 | ممتنع                                                  | نعم                                       | نعم                                                      | 23           | 1            | 0            |
| فلوريدا            | ماركو روبيو         | ج     | ممتنع                                  | لا                                                | نعم                                         | لا                                      | لا                                  | ممتنع                                                  | لا                                        | لا                                                       | 8            | 3            | 13           |
| فلوريدا            | ريك سكوت            | ج     | لا                                     | لا                                                | نعم                                         | لا                                      | لا                                  | ممتنع                                                  | لا                                        | لا                                                       | 3            | 1            | 20           |
| جورجيا             | جون أوسوف           | د     | نعم                                    | نعم                                               | نعم                                         | نعم                                     | نعم                                 | ممتنع                                                  | نعم                                       | نعم                                                      | 23           | 1            | 0            |
| جورجيا             | رافائيل وارنوك      | د     | نعم                                    | نعم                                               | نعم                                         | نعم                                     | نعم                                 | ممتنع                                                  | نعم                                       | نعم                                                      | 23           | 1            | 0            |
| هاواي              | بريان شاتز          | د     | نعم                                    | نعم                                               | نعم                                         | نعم                                     | نعم                                 | ممتنع                                                  | نعم                                       | نعم                                                      | 23           | 1            | 0            |
| هاواي              | هيرونو الصغير       | د     | ممتنع                                  | ممتنع                                             | ممتنع                                       | ممتنع                                   | نعم                                 | ممتنع                                                  | نعم                                       | نعم                                                      | 19           | 5            | 0            |
| أيداهو             | مايك كرابو          | ج     | لا                                     | لا                                                | نعم                                         | لا                                      | لا                                  | ممتنع                                                  | لا                                        | ممتنع                                                    | 11           | 3            | 10           |
| أيداهو             | جيم ريش             | ج     | لا                                     | لا                                                | نعم                                         | لا                                      | لا                                  | ممتنع                                                  | لا                                        | لا                                                       | 10           | 1            | 13           |
| إلينوي             | ديك دوربين          | د     | نعم                                    | نعم                                               | نعم                                         | نعم                                     | نعم                                 | ممتنع                                                  | نعم                                       | نعم                                                      | 23           | 1            | 0            |
| إلينوي             | تامي داكوورث        | د     | نعم                                    | نعم                                               | نعم                                         | نعم                                     | نعم                                 | ممتنع                                                  | ممتنع                                     | نعم                                                      | 22           | 2            | 0            |
| إنديانا            | تود يونج            | ج     | لا                                     | نعم                                               | نعم                                         | لا                                      | لا                                  | ممتنع                                                  | لا                                        | لا                                                       | 14           | 1            | 9            |
| إنديانا            | مايك براون          | ج     | لا                                     | لا                                                | نعم                                         | لا                                      | لا                                  | ممتنع                                                  | لا                                        | لا                                                       | 9            | 1            | 14           |
| آيوا               | تشاك غراسلي         | ج     | لا                                     | نعم                                               | نعم                                         | لا                                      | نعم                                 | ممتنع                                                  | نعم                                       | لا                                                       | 17           | 1            | 6            |
| آيوا               | جوني إرنست          | ج     | لا                                     | نعم                                               | نعم                                         | لا                                      | لا                                  | ممتنع                                                  | لا                                        | لا                                                       | 9            | 1            | 14           |
| كانساس             | جيري موران          | ج     | لا                                     | نعم                                               | نعم                                         | لا                                      | لا                                  | ممتنع                                                  | لا                                        | نعم                                                      | 13           | 4            | 7            |
| كانساس             | روجر مارشال         | ج     | ممتنع                                  | نعم                                               | نعم                                         | لا                                      | نعم                                 | ممتنع                                                  | لا                                        | لا                                                       | 8            | 2            | 14           |
| كنتاكي             | ميتش ماكونيل        | ج     | لا                                     | نعم                                               | نعم                                         | لا                                      | لا                                  | ممتنع                                                  | لا                                        | لا                                                       | 16           | 1            | 7            |
| كنتاكي             | راند بول            | ج     | لا                                     | نعم                                               | نعم                                         | لا                                      | لا                                  | ممتنع                                                  | لا                                        | لا                                                       | 5            | 3            | 16           |
| لويزيانا           | بيل كاسيدي          | ج     | لا                                     | نعم                                               | نعم                                         | لا                                      | نعم                                 | ممتنع                                                  | نعم                                       | نعم                                                      | 15           | 1            | 8            |
| لويزيانا           | جون كينيدي          | ج     | لا                                     | لا                                                | نعم                                         | لا                                      | لا                                  | ممتنع                                                  | نعم                                       | لا                                                       | 10           | 1            | 13           |
| مين                | سوزان كولينز        | ج     | نعم                                    | نعم                                               | نعم                                         | نعم                                     | نعم                                 | ممتنع                                                  | نعم                                       | نعم                                                      | 23           | 1            | 0            |
| مين                | أنجوس كينج          | م-د   | نعم                                    | نعم                                               | نعم                                         | نعم                                     | نعم                                 | ممتنع                                                  | نعم                                       | نعم                                                      | 23           | 1            | 0            |
| ماريلاند           | بن كاردين           | د     | نعم                                    | نعم                                               | نعم                                         | نعم                                     | نعم                                 | ممتنع                                                  | نعم                                       | نعم                                                      | 23           | 1            | 0            |
| ماريلاند           | كريس فان هولين      | د     | نعم                                    | نعم                                               | نعم                                         | نعم                                     | نعم                                 | ممتنع                                                  | نعم                                       | نعم                                                      | 23           | 1            | 0            |
| ماساشوستس          | اليزابيث وارن       | د     | نعم                                    | نعم                                               | نعم                                         | نعم                                     | نعم                                 | ممتنع                                                  | نعم                                       | نعم                                                      | 23           | 1            | 0            |
| ماساشوستس          | إد ماركي            | د     | نعم                                    | نعم                                               | نعم                                         | نعم                                     | نعم                                 | ممتنع                                                  | نعم                                       | نعم                                                      | 23           | 1            | 0            |
| ميشيغان            | ديبي ستابينو        | د     | نعم                                    | نعم                                               | نعم                                         | نعم                                     | نعم                                 | ممتنع                                                  | نعم                                       | نعم                                                      | 23           | 1            | 0            |
| ميشيغان            | غاري بيترز          | د     | نعم                                    | نعم                                               | نعم                                         | نعم                                     | نعم                                 | ممتنع                                                  | نعم                                       | نعم                                                      | 23           | 1            | 0            |
| مينينسوتا          | إيمي كلوبوشار       | د     | نعم                                    | نعم                                               | نعم                                         | نعم                                     | نعم                                 | ممتنع                                                  | نعم                                       | نعم                                                      | 23           | 1            | 0            |
| مينينسوتا          | تينا سميث           | د     | نعم                                    | نعم                                               | نعم                                         | نعم                                     | نعم                                 | ممتنع                                                  | نعم                                       | نعم                                                      | 23           | 1            | 0            |
| ميسيسبي            | روجر ويكر           | R     | لا                                     | نعم                                               | نعم                                         | لا                                      | لا                                  | ممتنع                                                  | نعم                                       | لا                                                       | 14           | 1            | 9            |
| ميسيسبي            | سيندي هايد سميث     | R     | لا                                     | نعم                                               | نعم                                         | لا                                      | لا                                  | ممتنع                                                  | نعم                                       | لا                                                       | 13           | 2            | 9            |
| ميزوري             | روي بلانت           | ج     | لا                                     | نعم                                               | نعم                                         | لا                                      | نعم                                 | ممتنع                                                  | نعم                                       | نعم                                                      | 17           | 2            | 5            |
| ميزوري             | جوش هاولي           | ج     | لا                                     | لا                                                | نعم                                         | لا                                      | لا                                  | ممتنع                                                  | لا                                        | لا                                                       | 2            | 1            | 21           |
| مونتانا            | جون تستر            | د     | نعم                                    | نعم                                               | نعم                                         | نعم                                     | نعم                                 | ممتنع                                                  | نعم                                       | نعم                                                      | 23           | 1            | 0            |
| مونتانا            | ستيف ديينز          | ج     | لا                                     | لا                                                | نعم                                         | لا                                      | لا                                  | ممتنع                                                  | لا                                        | لا                                                       | 10           | 1            | 13           |
| نبراسكا            | ديب فيشر            | ج     | لا                                     | نعم                                               | نعم                                         | لا                                      | نعم                                 | ممتنع                                                  | لا                                        | لا                                                       | 15           | 1            | 8            |
| نبراسكا            | بن ساسي             | ج     | لا                                     | لا                                                | نعم                                         | لا                                      | لا                                  | ممتنع                                                  | لا                                        | لا                                                       | 9            | 1            | 14           |
| نيفادا             | كاثرين كورتيز ماستو | د     | نعم                                    | نعم                                               | نعم                                         | نعم                                     | نعم                                 | ممتنع                                                  | نعم                                       | نعم                                                      | 23           | 1            | 0            |
| نيفادا             | جاكي روزن           | د     | نعم                                    | نعم                                               | نعم                                         | نعم                                     | نعم                                 | ممتنع                                                  | نعم                                       | نعم                                                      | 23           | 1            | 0            |
| نيوهامبشاير        | جين شاهين           | د     | نعم                                    | نعم                                               | نعم                                         | نعم                                     | نعم                                 | ممتنع                                                  | ممتنع                                     | نعم                                                      | 21           | 3            | 0            |
| نيوهامبشاير        | ماجي حسن            | د     | نعم                                    | نعم                                               | نعم                                         | نعم                                     | نعم                                 | ممتنع                                                  | نعم                                       | نعم                                                      | 23           | 1            | 0            |
| نيوجيرسي           | بوب مينينديز        | د     | نعم                                    | نعم                                               | نعم                                         | نعم                                     | نعم                                 | ممتنع                                                  | نعم                                       | نعم                                                      | 23           | 1            | 0            |
| نيوجيرسي           | كوري بوكر           | د     | نعم                                    | نعم                                               | نعم                                         | نعم                                     | نعم                                 | ممتنع                                                  | نعم                                       | نعم                                                      | 23           | 1            | 0            |
| نيو مكسيكو         | مارتن هاينريش       | د     | نعم                                    | نعم                                               | نعم                                         | نعم                                     | نعم                                 | ممتنع                                                  | نعم                                       | ممتنع                                                    | 22           | 2            | 0            |
| نيو مكسيكو         | بن راي لوجان        | د     | نعم                                    | نعم                                               | نعم                                         | نعم                                     | نعم                                 | ممتنع                                                  | نعم                                       | نعم                                                      | 23           | 1            | 0            |
| نيويورك (ولاية)    | تشاك شومر           | د     | نعم                                    | نعم                                               | نعم                                         | نعم                                     | نعم                                 | ممتنع                                                  | نعم                                       | نعم                                                      | 23           | 1            | 0            |
| نيويورك (ولاية)    | كيرستن جيليبراند    | د     | نعم                                    | نعم                                               | نعم                                         | نعم                                     | نعم                                 | ممتنع                                                  | نعم                                       | نعم                                                      | 23           | 1            | 0            |
| كارولاينا الشمالية | ريتشارد بور         | ج     | لا                                     | نعم                                               | نعم                                         | لا                                      | نعم                                 | ممتنع                                                  | نعم                                       | نعم                                                      | 17           | 3            | 4            |
| كارولاينا الشمالية | توم تيليس           | ج     | لا                                     | نعم                                               | نعم                                         | لا                                      | نعم                                 | ممتنع                                                  | لا                                        | نعم                                                      | 15           | 3            | 6            |
| داكوتا الشمالية    | جون هوفن            | ج     | لا                                     | نعم                                               | نعم                                         | لا                                      | نعم                                 | ممتنع                                                  | نعم                                       | لا                                                       | 12           | 1            | 11           |
| داكوتا الشمالية    | كيفن كريمر          | ج     | لا                                     | نعم                                               | نعم                                         | لا                                      | نعم                                 | ممتنع                                                  | نعم                                       | لا                                                       | 13           | 1            | 10           |
| أوهايو             | شيررود براون        | د     | نعم                                    | نعم                                               | نعم                                         | نعم                                     | نعم                                 | ممتنع                                                  | نعم                                       | نعم                                                      | 22           | 2            | 0            |
| أوهايو             | روب بورتمان         | ج     | لا                                     | نعم                                               | نعم                                         | لا                                      | نعم                                 | ممتنع                                                  | لا                                        | نعم                                                      | 20           | 1            | 3            |
| أوكلاهوما          | جيم انهوف           | ج     | لا                                     | نعم                                               | نعم                                         | لا                                      | لا                                  | ممتنع                                                  | لا                                        | لا                                                       | 12           | 2            | 10           |
| أوكلاهوما          | جيمس لانكفورد       | ج     | لا                                     | نعم                                               | نعم                                         | لا                                      | لا                                  | ممتنع                                                  | لا                                        | لا                                                       | 10           | 1            | 13           |
| أوريغون            | رون وايدن           | د     | نعم                                    | نعم                                               | نعم                                         | نعم                                     | نعم                                 | ممتنع                                                  | نعم                                       | نعم                                                      | 23           | 1            | 0            |
| أوريغون            | جيف ميركلي          | د     | نعم                                    | نعم                                               | نعم                                         | نعم                                     | نعم                                 | ممتنع                                                  | نعم                                       | نعم                                                      | 23           | 1            | 0            |
| بنسلفانيا          | بوب كيسي جونيور     | د     | نعم                                    | نعم                                               | نعم                                         | نعم                                     | نعم                                 | ممتنع                                                  | نعم                                       | نعم                                                      | 23           | 1            | 0            |
| بنسلفانيا          | بات تومي            | ج     | ممتنع                                  | نعم                                               | نعم                                         | لا                                      | ممتنع                               | ممتنع                                                  | لا                                        | لا                                                       | 8            | 7            | 9            |
| رود آيلاند         | جاك رييد            | د     | نعم                                    | نعم                                               | نعم                                         | نعم                                     | نعم                                 | ممتنع                                                  | نعم                                       | نعم                                                      | 23           | 1            | 0            |
| رود آيلاند         | شيلدون وايتهاوس     | د     | نعم                                    | نعم                                               | نعم                                         | نعم                                     | نعم                                 | ممتنع                                                  | نعم                                       | نعم                                                      | 22           | 2            | 0            |
| كارولاينا الجنوبية | ليندسي جراهام       | ج     | نعم                                    | نعم                                               | نعم                                         | لا                                      | نعم                                 | ممتنع                                                  | نعم                                       | لا                                                       | 18           | 1            | 5            |
| كارولاينا الجنوبية | تيم سكوت            | ج     | لا                                     | لا                                                | نعم                                         | لا                                      | لا                                  | ممتنع                                                  | لا                                        | لا                                                       | 7            | 2            | 15           |
| داكوتا الجنوبية    | جون ثون             | ج     | لا                                     | نعم                                               | نعم                                         | لا                                      | لا                                  | ممتنع                                                  | لا                                        | لا                                                       | 13           | 1            | 10           |
| داكوتا الجنوبية    | مايك راوندز         | ج     | لا                                     | نعم                                               | نعم                                         | لا                                      | لا                                  | ممتنع                                                  | لا                                        | نعم                                                      | 17           | 1            | 6            |
| تينيسي             | مارشا بلاكبيرن      | ج     | لا                                     | لا                                                | نعم                                         | لا                                      | ممتنع                               | ممتنع                                                  | لا                                        | لا                                                       | 4            | 5            | 15           |
| تينيسي             | بيل هاجرتي          | ج     | ممتنع                                  | لا                                                | نعم                                         | لا                                      | لا                                  | ممتنع                                                  | لا                                        | لا                                                       | 6            | 2            | 16           |
| تكساس              | جون كورنين          | ج     | لا                                     | نعم                                               | نعم                                         | لا                                      | نعم                                 | ممتنع                                                  | لا                                        | لا                                                       | 15           | 1            | 8            |
| تكساس              | تيد كروز            | ج     | لا                                     | لا                                                | نعم                                         | لا                                      | لا                                  | ممتنع                                                  | لا                                        | لا                                                       | 3            | 1            | 20           |
| يوتا               | ميك لي              | ج     | لا                                     | لا                                                | نعم                                         | لا                                      | نعم                                 | ممتنع                                                  | لا                                        | لا                                                       | 9            | 1            | 14           |
| يوتا               | ميت رومني           | ج     | لا                                     | نعم                                               | نعم                                         | لا                                      | نعم                                 | ممتنع                                                  | لا                                        | لا                                                       | 19           | 1            | 4            |
| فيرمونت            | باتريك ليهي         | د     | نعم                                    | نعم                                               | نعم                                         | نعم                                     | نعم                                 | ممتنع                                                  | نعم                                       | نعم                                                      | 23           | 1            | 0            |
| فيرمونت            | بيرني ساندرز        | م-د   | نعم                                    | نعم                                               | ممتنع                                       | نعم                                     | نعم                                 | ممتنع                                                  | نعم                                       | نعم                                                      | 21           | 2            | 1            |
| فرجينيا            | مارك وارنر          | د     | نعم                                    | نعم                                               | نعم                                         | نعم                                     | نعم                                 | ممتنع                                                  | نعم                                       | نعم                                                      | 23           | 1            | 0            |
| فرجينيا            | تيم كين             | د     | نعم                                    | نعم                                               | نعم                                         | نعم                                     | نعم                                 | ممتنع                                                  | نعم                                       | نعم                                                      | 23           | 1            | 0            |
| واشنطن             | باتي موراي          | د     | نعم                                    | نعم                                               | نعم                                         | نعم                                     | نعم                                 | ممتنع                                                  | نعم                                       | ممتنع                                                    | 22           | 2            | 0            |
| واشنطن             | ماريا كانتويل       | د     | نعم                                    | نعم                                               | نعم                                         | نعم                                     | نعم                                 | ممتنع                                                  | نعم                                       | نعم                                                      | 23           | 1            | 0            |
| فيرجينيا الغربية   | جو مانشين           | د     | نعم                                    | نعم                                               | نعم                                         | نعم                                     | نعم                                 | ممتنع                                                  | نعم                                       | لا                                                       | 22           | 1            | 1            |
| فيرجينيا الغربية   | شيلي مور كابيتو     | ج     | لا                                     | نعم                                               | نعم                                         | لا                                      | نعم                                 | ممتنع                                                  | لا                                        | لا                                                       | 16           | 2            | 6            |
| ويسكونسن           | رون جونسون          | ج     | لا                                     | نعم                                               | نعم                                         | لا                                      | لا                                  | ممتنع                                                  | لا                                        | لا                                                       | 15           | 1            | 8            |
| ويسكونسن           | تامي بالدوين        | د     | نعم                                    | نعم                                               | نعم                                         | نعم                                     | نعم                                 | ممتنع                                                  | نعم                                       | ممتنع                                                    | 22           | 2            | 0            |
| وايومنغ            | جون باراسو          | ج     | ممتنع                                  | نعم                                               | نعم                                         | لا                                      | لا                                  | ممتنع                                                  | لا                                        | لا                                                       | 7            | 3            | 14           |
| وايومنغ            | سينثيا لوميس        | ج     | ممتنع                                  | ممتنع                                             | نعم                                         | لا                                      | لا                                  | ممتنع                                                  | لا                                        | نعم                                                      | 10           | 3            | 11           |

## المسؤولون المنتخبون

### الرئيس
فاز جو بايدن في الانتخابات الرئاسية لعام 2020 على الرئيس الحالي حينها والمرشح الجمهوري دونالد ترامب، حيث حصل بايدن على 306 أصوات من المجمع الانتخابي مقابل 232 صوتًا لترامب. تم التصديق الرسمي على نتائج الانتخابات في الفترة بين 6 و7 يناير 2021، وتولى بايدن منصبه رسميًا في 20 يناير 2021.
| رئيس الولايات المتحدة | رئيس الولايات المتحدة | رئيس الولايات المتحدة           | رئيس الولايات المتحدة | رئيس الولايات المتحدة | رئيس الولايات المتحدة |
| الصورة                | الاسم                 | تاريخ الميلاد                   | الولاية               | الخلفية | المصدر                |
| --------------------- | --------------------- | ------------------------------- | --------------------- | --- | --------------------- |
|                       | جو بايدن              | نوفمبر 20, 1942 (العمر 82 عامًا) | ديلاوير               | - النائب السابع والأربعون لرئيس الولايات المتحدة (2009–2017) - رئيس لجنة مجلس الشيوخ الأمريكي للعلاقات الخارجية (2007–2009) - رئيس لجنة العلاقات الخارجية في مجلس الشيوخ الأمريكي (2001) - مرشح رئاسي ديمقراطي (1988، 2008، 2020) - رئيس اللجنة القضائية في مجلس الشيوخ الأمريكي (1987–1995) - عضو مجلس الشيوخ عن ولاية ديلاوير (1973–2009) - عضو مجلس مقاطعة نيو كاسل، المنطقة الرابعة (1971–1973) | [ 13 ]                |

### نائب الرئيس
يُعتبر نائب الرئيس العضو الوحيد في الحكومة الذي يتولى هذا المنصب بالانتخاب المباشر دون الحاجة إلى موافقة مجلس الشيوخ، ولا يعمل وفق رغبة الرئيس. كان هناك عشرات الأسماء المحتملة لمنصب نائب الرئيس مع جو بايدن وأثار ذلك تكهنات واسعة في وسائل الإعلام. في نهاية المطاف أعلن بايدن اختيار السيناتور الديمقراطية كامالا هاريس من كاليفورنيا كمرشحته لهذا المنصب في 11 أغسطس 2020. وتم تأكيد اختيارها بالإجماع من خلال إجراءات برلمانية بين مندوبي المؤتمر الوطني للحزب الديمقراطي لعام 2020 في 19 أغسطس 2020.
تم انتخاب كامالا هاريس نائبًا لرئيس الولايات المتحدة في انتخابات 2020، حيث حصلت على 306 أصوات انتخابية، مقارنة بنائب الرئيس الحالي آنذاك، مايك بنس، الذي حصل على 232 صوتًا انتخابيًا. جرت المصادقة الرسمية على النتائج في الفترة بين 6 و7 يناير 2021، وتولت هاريس منصبها في 20 يناير 2021.
تُعد كامالا هاريس أول امرأة تتولى منصب نائب رئيس الولايات المتحدة، بالإضافة إلى كونها أول أميركية من أصول إفريقية وأميركية آسيوية تشغل ثاني أعلى منصب في البلاد.
| نائب رئيس الولايات المتحدة | نائب رئيس الولايات المتحدة | نائب رئيس الولايات المتحدة      | نائب رئيس الولايات المتحدة | نائب رئيس الولايات المتحدة | نائب رئيس الولايات المتحدة |
| الصورة                     | الاسم                      | تاريخ الميلاد                   | الولاية                    | الخلفية | المصدر                     |
| -------------------------- | -------------------------- | ------------------------------- | -------------------------- | --- | -------------------------- |
|                            | كامالا هاريس               | أكتوبر 20, 1964 (العمر 60 عامًا) | كاليفورنيا                 | - مرشحة رئاسية ديمقراطية (2020) - عضو مجلس الشيوخ عن ولاية كاليفورنيا (2017–2021) - النائب العام لولاية كاليفورنيا (2011–2017) - المدعي العام لمقاطعة سان فرانسيسكو (2004–2011) | [ 14 ]                     |

## المرشحون للمناصب الوزارية
يتم ترتيب المناصب الوزارية في الولايات المتحدة وفقًا لترتيب إنشائها، وهو ما يُستخدم أيضًا كأساس لتحديد خط الخلافة الرئاسية في البلاد.

### وزير الخارجية
يتم عرض الترشيحات لمنصب وزير الخارجية على أعضاء لجنة العلاقات الخارجية في مجلس الشيوخ، حيث يتم مراجعتها خلال جلسات استماع. بعد ذلك تُعرض الترشيحات على مجلس الشيوخ بالكامل للتصويت.
- في 19 يناير 2021، عُقدت جلسة استماع في لجنة العلاقات الخارجية. تم التصويت لصالح الترشيح بنتيجة 15–3 في 25 يناير 2021، التصديق على الترشيح من قبل مجلس الشيوخ بنتيجة 78–22. تم أداء القسم وتولي المنصب في 26 يناير 2021.[15]

| وزير الخارجية | وزير الخارجية | وزير الخارجية                  | وزير الخارجية | وزير الخارجية | وزير الخارجية |
| الصورة        | الاسم         | تاريخ الميلاد                  | الولاية       | الخلفية | المصدر        |
| ------------- | ------------- | ------------------------------ | ------------- | --- | ------------- |
|               | أنتوني بلينكن | أبريل 16, 1962 (العمر 63 عامًا) | نيويورك       | - نائب وزير الخارجية (2015–2017) - نائب مستشار الأمن القومي (2013–2015) - مستشار الأمن القومي لنائب الرئيس (2009–2013) | [ 16 ]        |

### وزير الخزانة
يتم عرض الترشيحات لمنصب وزير الخزانة على أعضاء لجنة المالية في مجلس الشيوخ، حيث يتم مراجعتها خلال جلسات استماع. بعد ذلك تُعرض الترشيحات على مجلس الشيوخ بالكامل للتصويت.
- في 19 يناير 2021، عُقدت جلسة استماع في لجنة المالية. تم التصويت لصالح الترشيح بالإجماع في 22 يناير 2021، وتم التصديق على الترشيح من قبل مجلس الشيوخ بنتيجة 84–15 في 25 يناير 2021. تم أداء القسم وتولي المنصب في 26 يناير 2021.[17]

| وزير الخزانة | وزير الخزانة | وزير الخزانة                   | وزير الخزانة | وزير الخزانة | وزير الخزانة |
| الصورة       | الاسم        | تاريخ الميلاد                  | الولاية      | الخلفية | المصدر       |
| ------------ | ------------ | ------------------------------ | ------------ | --- | ------------ |
|              | جانيت يلين   | أغسطس 13, 1946 (العمر 78 عامًا) | كاليفورنيا   | - رئيس مجلس المحافظين للنظام الاحتياطي الفيدرالي (2014–2018) - نائب رئيس مجلس الاحتياطي الفيدرالي (2010–2014) - رئيس بنك الاحتياطي الفيدرالي في سان فرانسيسكو (2004–2010) - رئيس مجلس المستشارين الاقتصاديين (1997–1999) - عضو مجلس الاحتياطي الفيدرالي (1994–1997؛ 2010–2018) | [ 18 ]       |

### وزير الدفاع
يتم عرض الترشيحات لمنصب وزير الدفاع على أعضاء لجنة الخدمات المسلحة، حيث يتم مراجعتها خلال جلسات استماع. بعد ذلك تُعرض الترشيحات على مجلس الشيوخ بالكامل للتصويت. كان المُرشَح الذي أعلن عنه بايدن هو الجنرال المتقاعد لويد أوستن، تطلب ذلك إعفاءاً من الكونغرس بموجب قانون الأمن القومي لعام 1947 قبل أن يتم التصديق عليه.

#### عملية الإعفاء:
- عُقدت جلسة إحاطة مغلقة من لجنة الخدمات المسلحة في مجلس النواب وتمت الموافقة عليها بدون اعتراض في 21 يناير 2021. تم التصويت في مجلس النواب لصالح الترشيح بنتيجة 326–78 في 21 يناير 2021.
- عُقدت جلسة استماع في لجنة الخدمات المسلحة في مجلس الشيوخ وتمت الموافقة عليها بالإجماع في 21 يناير 2021. تم التصويت في مجلس الشيوخ لصالح الترشيح بنتيجة 69–27 في 21 يناير 2021.
- تم توقيع القانون في 22 يناير 2021.[20]

#### عملية التصديق:
- عُقدت جلسة استماع في لجنة القوات المسلحة في مجلس الشيوخ في 19 يناير 2021، وتمت الموافقة عليها بالإجماع في 21 يناير 2021. تم التصديق على الترشيح بنتيجة 93–2 وتم أداء القسم وتولي المنصب في 22 يناير 2021.[21]

| وزير الدفاع | وزير الدفاع | وزير الدفاع                  | وزير الدفاع | وزير الدفاع | وزير الدفاع |
| الصورة      | الاسم       | تاريخ الميلاد                | الولاية     | الخلفية | المصدر      |
| ----------- | ----------- | ---------------------------- | ----------- | --- | ----------- |
|             | لويد أوستن  | 8 أغسطس 1953 (العمر 71 عامًا) | جورجيا      | - قائد القيادة المركزية الأمريكية (2013–2016) - نائب رئيس أركان الجيش الأمريكي (2012–2013) - القائد العام للقوات الأمريكية في العراق (2010–2011) | [ 22 ]      |

### النائب العام
يتم عرض الترشيحات لمنصب النائب العام على أعضاء اللجنة القضائية في مجلس الشيوخ، حيث يتم مراجعتها خلال جلسات استماع. بعد ذلك تُعرض الترشيحات على مجلس الشيوخ بالكامل للتصويت.
- في 22 و23 فبراير 2021، عُقدت جلسات استماع في اللجنة القضائية. تم التصويت لصالح الترشيح بنتيجة 15–7 في 1 مارس 2021، وأُغلِق التصويت بنتيجة 70–29 في 9 مارس 2021. تم التصديق على الترشيح من قبل مجلس الشيوخ بنتيجة 70–30 في 10 مارس 2021. تم أداء القسم وتولي المنصب في 11 مارس 2021.[23]

| النائب العام | النائب العام  | النائب العام                   | النائب العام | النائب العام | النائب العام |
| الصورة       | الاسم         | تاريخ الميلاد                  | الولاية      | الخلفية | المصدر       |
| ------------ | ------------- | ------------------------------ | ------------ | --- | ------------ |
|              | ميريك غارلاند | 13 نوفمبر 1952 (العمر 72 عامًا) | ماريلاند     | - رئيس قضاة محكمة استئناف الولايات المتحدة للدائرة القضائية لمنطقة كولومبيا (2013–2020) - قاضي في محكمة استئناف الولايات المتحدة للدائرة القضائية لمنطقة كولومبيا (1997–2021) | [ 24 ]       |

### وزير الداخلية
يتم عرض الترشيحات لمنصب وزير الداخلية على أعضاء لجنة الطاقة والموارد الطبيعية، حيث يتم مراجعتها خلال جلسات استماع. بعد ذلك تُعرض الترشيحات على مجلس الشيوخ بالكامل للتصويت. وفقًا للتقارير، عرض بايدن المنصب على حاكمة ولاية نيومكسيكو ميشيل لوجان غريشام، لكنها رفضته.
- في 23 فبراير 2021، عُقدت جلسة استماع في لجنة الطاقة والموارد الطبيعية. تم التصويت لصالح الترشيح بنتيجة 11–9 في 4 مارس 2021، وأُغلِق التصويت بنتيجة 54–42 في 11 مارس 2021. تم التصديق على الترشيح من قبل مجلس الشيوخ بنتيجة 51–40 في 15 مارس 2021. تم أداء القسم وتولي المنصب في 16 مارس 2021.[26]

| وزير الداخلية | وزير الداخلية | وزير الداخلية                 | وزير الداخلية | وزير الداخلية | وزير الداخلية |
| الصورة        | الاسم         | تاريخ الميلاد                 | الولاية       | الخلفية | المصدر        |
| ------------- | ------------- | ----------------------------- | ------------- | --- | ------------- |
|               | ديب هالاند    | 2 ديسمبر 1960 (العمر 64 عامًا) | نيومكسيكو     | - عضو مجلس النواب الأمريكي عن الدائرة الأولى في نيو مكسيكو (2019–2021) - رئيس الحزب الديمقراطي في نيو مكسيكو (2015–2017) - المرشحة الديمقراطية لمنصب نائب حاكم ولاية نيو مكسيكو (2014) | [ 27 ]        |

### وزير الزراعة
يتم عرض الترشيحات لمنصب وزير الزراعة على أعضاء لجنة الزراعة والتغذية والغابات، حيث يتم مراجعتها خلال جلسات استماع. بعد ذلك تُعرض الترشيحات على مجلس الشيوخ بالكامل للتصويت.
- في 2 فبراير 2021، عُقدت جلسة استماع في لجنة الزراعة والتغذية والغابات، وتمت الموافقة على الترشيح بالإجماع. تم التصديق على الترشيح من قبل مجلس الشيوخ بنتيجة 92–7 في 23 فبراير 2021. تم أداء القسم وتولي المنصب في 24 فبراير 2021.[28]

| وزير الزراعة | وزير الزراعة | وزير الزراعة                   | وزير الزراعة | وزير الزراعة | وزير الزراعة |
| الصورة       | الاسم        | تاريخ الميلاد                  | الولاية      | الخلفية | المصدر       |
| ------------ | ------------ | ------------------------------ | ------------ | --- | ------------ |
|              | توم فيلساك   | 13 ديسمبر 1950 (العمر 74 عامًا) | أيوا         | - وزير الزراعة (2009–2017) - حاكم ولاية آيوا (1999–2007) - عضو مجلس شيوخ ولاية آيوا (1993–1999) - رئيس بلدية ماونت بليزانت، ولاية آيوا (1987–1992) | [ 29 ]       |

### وزير التجارة
يتم عرض الترشيحات لمنصب وزير التجارة على أعضاء لجنة التجارة والعلوم والنقل، حيث يتم مراجعتها خلال جلسات استماع. بعد ذلك تُعرض الترشيحات على مجلس الشيوخ بالكامل للتصويت.
- في 26 يناير 2021، تم عقد جلسة استماع في لجنة التجارة والعلوم والنقل، وتمت الموافقة على الترشيح بنتيجة 21–3 في 3 فبراير 2021، وأُغلِق التصويت بنتيجة 84–15 في 1 مارس 2021. تم التصديق على الترشيح من قبل مجلس الشيوخ بنتيجة 84–15 في 2 مارس 2021، تم أداء القسم وتولي المنصب في 3 مارس 2021.[30]

| وزير التجارة | وزير التجارة  | وزير التجارة                 | وزير التجارة | وزير التجارة                                                                            | وزير التجارة |
| الصورة       | الاسم         | تاريخ الميلاد                | الولاية      | الخلفية                                                                                 | المصدر       |
| ------------ | ------------- | ---------------------------- | ------------ | --------------------------------------------------------------------------------------- | ------------ |
|              | جينا رايموندو | 17 مايو 1971 (العمر 54 عامًا) | رود آيلاند   | - حاكمة ولاية رود آيلاند (2015–2021) - أمين الخزانة العام لولاية رود آيلاند (2011–2015) | [ 31 ]       |

### وزير العمل

#### مارتي والش
يتم عرض الترشيحات لمنصب وزير العمل على أعضاء لجنة الصحة والتعليم والعمل والمعاشات، حيث يتم مراجعتها خلال جلسات استماع. بعد ذلك تُعرض الترشيحات على مجلس الشيوخ بالكامل للتصويت.
في 4 فبراير 2021 تم عقد جلسة استماع في لجنة الصحة والتعليم والعمل والمعاشات، وتمت الموافقة على الترشيح بنتيجة 18–4 في 11 فبراير 2021، وأُغلِق التصويت بنتيجة 68–30 في 18 مارس 2021. تم التصديق على الترشيح من قبل مجلس الشيوخ بنتيجة 68–29 في 22 مارس 2021، تم أداء القسم وتولي المنصب في 23 مارس 2021.
| وزير العمل | وزير العمل | وزير العمل                    | وزير العمل | وزير العمل                                                            | وزير العمل |
| الصورة     | الاسم      | تاريخ الميلاد                 | الولاية    | الخلفية                                                               | المصدر     |
| ---------- | ---------- | ----------------------------- | ---------- | --------------------------------------------------------------------- | ---------- |
|            | مارتي والش | 10 أبريل 1967 (العمر 58 عامًا) | ماساتشوستس | - عمدة مدينة بوسطن (2014–2021) - عضو مجلس نواب ماساتشوستس (1997–2014) | [ 33 ]     |

#### جولي سو
في 7 فبراير 2023، تم الإعلان عن استقالة والش ليصبح رئيسًا لرابطة لاعبي الهوكي الوطنية، ليكون ثاني عضو في الحكومة يعلن استقالته بعد إريك لاندر الذي استقال من منصب مدير مكتب السياسة العلمية والتقنية في أوائل عام 2022. بعد ضغط من المؤتمر الأمريكي الآسيوي في الكونغرس قام الرئيس بايدن بترشيح نائبة الوزير جولي سو للمنصب.
في 20 أبريل 2023 تم عقد جلسة استماع في لجنة الصحة والتعليم والعمل والمعاشات، وتمت الموافقة على الترشيح بنتيجة في 26 أبريل 2023، وما زالت عمليات التصويت النهائية معلقة حسب الجدول الزمني.
| وزير العمل | وزير العمل           | وزير العمل                     | وزير العمل | وزير العمل                                                                                             | وزير العمل |
| الصورة     | الاسم                | تاريخ الميلاد                  | الولاية    | الخلفية                                                                                                | المصدر     |
| ---------- | -------------------- | ------------------------------ | ---------- | --- | ---------- |
|            | جولي سو [الإنجليزية] | 19 فبراير 1969 (العمر 56 عامًا) | كاليفورنيا | - نائب وزير العمل الأمريكي (2021–حتى الآن) - وكيل العمل وتنمية القوى العاملة في كاليفورنيا (2019–2021) | [ 36 ]     |

### وزير الصحة والخدمات الإنسانية
يتم عرض الترشيحات لمنصب وزير الصحة والخدمات الإنسانية على لجنة الصحة والتعليم والعمل والمعاشات، ثم تتم مراجعته خلال جلسات استماع من قبل أعضاء لجنة الشؤون المالية في مجلس الشيوخ، ثم يُعرض على المجلس الكامل للتصويت.
- في 23 فبراير 2021 تم عقد جلسة استماع استشارية للجنة الصحة والتعليم والعمل والمعاشات.[37]
- في 24 فبراير 2021 عقدت جلسة استماع للجنة الشؤون المالية، وتمت الموافقة على الترشيح بنتيجة 14–14 في 3 مارس 2021. تم تمرير اقتراح الإحالة إلى التصويت في الجلسة العامة بنتيجة 51–48 في 11 مارس 2021. وأُغلِق التصويت بنتيجة 50–49 في 17 مارس 2021، تم التصديق على الترشيح من قبل مجلس الشيوخ بنتيجة 50–49 في 18 مارس 2021، تم أداء القسم وتولي المنصب في في 19 مارس 2021.[38]

| وزير الصحة والخدمات الإنسانية | وزير الصحة والخدمات الإنسانية | وزير الصحة والخدمات الإنسانية | وزير الصحة والخدمات الإنسانية | وزير الصحة والخدمات الإنسانية | وزير الصحة والخدمات الإنسانية |
| الصورة                        | الاسم                         | تاريخ الميلاد                 | الولاية                       | الخلفية | المصدر                        |
| ----------------------------- | ----------------------------- | ----------------------------- | ----------------------------- | --- | ----------------------------- |
|                               | كزافييه بيسيرا                | 26 يناير 1958 (العمر 67 عامًا) | كاليفورنيا                    | - المدعي العام في ولاية كاليفورنيا (2017–2021) - عضو مجلس النواب عن المنطقة الانتخابية كاليفورنيا-34 (2013–2017)، كاليفورنيا-31 (2003–2013)، كاليفورنيا-30 (1993–2003) - عضو جمعية ولاية كاليفورنيا (1990–1992) | [ 16 ]                        |

### وزير الإسكان والتنمية الحضرية
يتم عرض الترشيحات لمنصب وزير الإسكان والتنمية الحضرية خلال جلسات استماع تعقدها لجنة الشؤون المصرفية والإسكان والشؤون الحضرية في مجلس الشيوخ، ثم تُعرض على مجلس الشيوخ بالكامل للتصويت.
- في 28 يناير 2021 عُقدت جلسة استماع في لجنة الشؤون المصرفية والإسكان والشؤون الحضرية، وتمت الموافقة على الترشيح بنتيجة 17–7 في 4 فبراير 2021. أُغلِق التصويت بنتيجة 69–30 في 9 مارس 2021، وتم التصديق على الترشيح من قبل مجلس الشيوخ بنتيجة 66–34. تم أداء اليمين وتولي المنصب في 10 مارس 2021.[39]

| وزير الإسكان والتنمية الحضرية | وزير الإسكان والتنمية الحضرية | وزير الإسكان والتنمية الحضرية  | وزير الإسكان والتنمية الحضرية | وزير الإسكان والتنمية الحضرية | وزير الإسكان والتنمية الحضرية |
| الصورة                        | الاسم                         | تاريخ الميلاد                  | الولاية                       | الخلفية | المصدر                        |
| ----------------------------- | ----------------------------- | ------------------------------ | ----------------------------- | --- | ----------------------------- |
|                               | مارسيا فودج                   | 29 أكتوبر 1952 (العمر 72 عامًا) | أوهايو                        | - عضو مجلس النواب عن الدائرة 11 في أوهايو (2008–2021) - رئيسة كتلة النواب السود في الكونغرس (2013–2015) - عمدة مدينة وارينسفيل هايتس، أوهايو (2000–2008) | [ 40 ]                        |

### وزير النقل
يتم عرض الترشيحات لمنصب وزير النقل خلال جلسات استماع تعقدها لجنة التجارة والعلوم والنقل، ثم تُعرض على مجلس الشيوخ بالكامل للتصويت.
في 21 يناير 2021 عُقدت جلسة استماع في لجنة التجارة والعلوم والنقل، وتمت الموافقة على الترشيح بنتيجة 21–3 في 27 يناير 2021. تم التصديق على الترشيح من قبل مجلس الشيوخ بنتيجة 86–13 في 2 فبراير 2021. أدى اليمين وتولى المنصب في 3 فبراير 2021.
| وزير النقل | وزير النقل | وزير النقل                    | وزير النقل | وزير النقل | وزير النقل |
| الصورة     | الاسم      | تاريخ الميلاد                 | الولاية    | الخلفية | المصدر     |
| ---------- | ---------- | ----------------------------- | ---------- | --- | ---------- |
|            | بيت بوتجيج | 19 يناير 1982 (العمر 43 عامًا) | إنديانا    | - مرشح ديمقراطي للرئاسة (2020) - رئيس بلدية ساوث بيند، إنديانا (2012–2020) - محلل استخباراتي في احتياطي البحرية الأمريكية (2009–2017) - المرشح الديمقراطي لمنصب أمين خزينة ولاية إنديانا (2010) | [ 42 ]     |

### وزير الطاقة
يتم عرض الترشيحات لمنصب وزير الطاقة خلال جلسات استماع تعقدها لجنة الطاقة والموارد الطبيعية، ثم يُعرض الترشيح على مجلس الشيوخ بالكامل للتصويت.
في 27 يناير 2021 عُقدت جلسة استماع في لجنة الطاقة والموارد الطبيعية، وتمت الموافقة على الترشيح بنتيجة 13–4 في 3 فبراير 2021. أُغلِق التصويت بنتيجة 67–32 في 24 فبراير 2021. تم التصديق على الترشيح بنتيجة 64–35. أدى اليمين وتولى المنصب في 25 فبراير 2021.
| وزير الطاقة | وزير الطاقة     | وزير الطاقة            | وزير الطاقة | وزير الطاقة                                                                 | وزير الطاقة |
| الصورة      | الاسم           | تاريخ الميلاد          | الولاية     | الخلفية                                                                     | المصدر      |
| ----------- | --------------- | ---------------------- | ----------- | --------------------------------------------------------------------------- | ----------- |
|             | جينيفر غرانهولم | 5 فبراير 1959 (age 66) | ميشيغان     | - حاكمة ولاية ميشيغان (2003–2011) - المدعي العام لولاية ميشيغان (1999–2003) | [ 44 ]      |

### وزير التعليم
يتم عرض الترشيحات لمنصب وزير التعليم خلال جلسات استماع تعقدها لجنة الصحة والتعليم والعمل والمعاشات، ثم يُعرض على مجلس الشيوخ بالكامل للتصويت.
في 3 فبراير 2021 عُقدت جلسة استماع في لجنة الصحة والتعليم والعمل والمعاشات، وتمت الموافقة على الترشيح بنتيجة 17–5 في 11 فبراير 2021. أُغلِق التصويت بنتيجة 66–32 في 25 فبراير 2021. تم التصديق على الترشيح بنتيجة 64–33 في 1 مارس 2021. أدى اليمين وتولى المنصب في 2 مارس 2021.
| وزير التعليم | وزير التعليم  | وزير التعليم                  | وزير التعليم | وزير التعليم                                 | وزير التعليم |
| الصورة       | الاسم         | تاريخ الميلاد                 | الولاية      | الخلفية                                      | المصدر       |
| ------------ | ------------- | ----------------------------- | ------------ | -------------------------------------------- | ------------ |
|              | ميغيل كاردونا | 11 يوليو 1975 (العمر 49 عامًا) | كونيتيكت     | - مفوض التعليم في ولاية كونيتيكت (2019–2021) | [ 46 ]       |

### وزير شؤون المحاربين القدامى
يتم مراجعة ترشيح وزير شؤون المحاربين القدامى خلال جلسات استماع تُعقد من قبل أعضاء لجنة شؤون المحاربين القدامى، ثم يُعرض على مجلس الشيوخ بالكامل للتصويت.
في 27 يناير 2021 عُقدت جلسة استماع في لجنة شؤون المحاربين القدامى، وتمت الموافقة على الترشيح بالإجماع في 2 فبراير 2021. صادق مجلس الشيوخ على الترشيح بنتيجة 87–7 في 8 فبراير 2021. أدى الوزير القسم وتولى المنصب في 9 فبراير 2021.
| وزير شؤون المحاربين القدامى | وزير شؤون المحاربين القدامى | وزير شؤون المحاربين القدامى   | وزير شؤون المحاربين القدامى | وزير شؤون المحاربين القدامى                                                                                             | وزير شؤون المحاربين القدامى |
| الصورة                      | الاسم                       | تاريخ الميلاد                 | الولاية                     | الخلفية | المصدر                      |
| --------------------------- | --------------------------- | ----------------------------- | --------------------------- | --- | --------------------------- |
|                             | دينيس ماكدونو               | 2 ديسمبر 1969 (العمر 55 عامًا) | ماريلاند                    | - رئيس موظفي البيت الأبيض (2013–2017) - نائب مستشار الأمن القومي (2010–2013) - رئيس أركان مجلس الأمن القومي (2009–2010) | [ 48 ]                      |

### وزير الأمن الداخلي
يتم مراجعة ترشيح وزير الأمن الداخلي خلال جلسات استماع تُعقد من قبل أعضاء لجنة الأمن الداخلي والشؤون الحكومية، ثم يُعرض على مجلس الشيوخ بالكامل للتصويت.
في 19 يناير 2021 عُقدت جلسة استماع في لجنة الأمن الداخلي والشؤون الحكومية، وتمت الموافقة على الترشيح بنتيجة 7–4 في 26 يناير 2021. أُغلِق التصويت بنتيجة 55–42 في 28 يناير 2021. صادق مجلس الشيوخ على الترشيح بنتيجة 56–43. أدى الوزير اليمين وتولى المنصب في 2 فبراير 2021.
| وزير الأمن الداخلي | وزير الأمن الداخلي | وزير الأمن الداخلي             | وزير الأمن الداخلي | وزير الأمن الداخلي | وزير الأمن الداخلي |
| الصورة             | الاسم              | تاريخ الميلاد                  | الولاية            | الخلفية | المصدر             |
| ------------------ | ------------------ | ------------------------------ | ------------------ | --- | ------------------ |
|                    | أليخاندرو مايوركاس | 24 نوفمبر 1959 (العمر 65 عامًا) | مقاطعة كولومبيا    | - نائب وزير الأمن الداخلي (2013–2016) - مدير خدمات الجنسية والهجرة الأمريكية (2009–2013) - المدعي العام للمنطقة الوسطى في ولاية كاليفورنيا (1998–2001) | [ 16 ]             |

## المرشحون للمناصب الإدارية بدرجة وزير
تشمل المناصب ذات الصفة الوزارية في مجلس الوزراء تلك التي تُعتبر على هذا المستوى بدرجة وزير، ولكنها لا تتبع رؤساء الإدارات التنفيذية. تختلف طبيعة هذه المناصب التي تُصنف على مستوى مجلس الوزراء باختلاف الإدارات الرئاسية. أعلن الرئيس بايدن اعتزامه ترقية ثلاث مناصب إلى مستوى مجلس الوزراء، مع استبعاد منصب مدير وكالة الاستخبارات المركزية من هذه الدرجة.

### مدير وكالة حماية البيئة
- في 3 فبراير 2021 عُقدت جلسة الاستماع في لجنة البيئة والأشغال العامة، وتمت الموافقة على الترشيح بأغلبية 14 صوتًا مقابل 6 أصوات في 9 فبراير 2021. تم إغلاق التصويت بأغلبية 65 صوتًا مقابل 35 صوتًا، وتم تأكيد التعيين بأغلبية 66 صوتًا مقابل 34 صوتًا في 10 مارس 2021. تمت تأدية اليمين الدستورية في 11 مارس 2021.[51]

| مدير وكالة حماية البيئة | مدير وكالة حماية البيئة | مدير وكالة حماية البيئة      | مدير وكالة حماية البيئة | مدير وكالة حماية البيئة                                            | مدير وكالة حماية البيئة |
| الصورة                  | الاسم                   | تاريخ الميلاد                | الولاية                 | الخلفية                                                            | المصدر                  |
| ----------------------- | ----------------------- | ---------------------------- | ----------------------- | ------------------------------------------------------------------ | ----------------------- |
|                         | مايكل ريغان             | 6 أغسطس 1976 (العمر 48 عامًا) | كارولاينا الشمالية      | - مدير إدارة جودة البيئة في ولاية كارولاينا الشمالية (2017 - 2022) | [ 52 ]                  |

### مدير مكتب الإدارة والميزانية

#### نيرا تاندن
- في 9 فبراير 2021 تم انعقاد جلسة استماع في لجنة الأمن الداخلي والشؤون الحكومية، وتم إلغاء التصويت في اللجنة بتاريخ 24 فبراير 2021.
- في 10 فبراير 2021 عُقدت جلسة استماع أخرى في لجنة الميزانية، وتم إلغاء التصويت فيها أيضًا في 24 فبراير 2021.
- أُعلن عن سحب الترشيح في 2 مارس 2021، وتم تقديم الإخطار الرسمي إلى مجلس الشيوخ في 25 مارس 2021.

| مدير مكتب الإدارة والميزانية [الإنجليزية] | مدير مكتب الإدارة والميزانية [الإنجليزية] | مدير مكتب الإدارة والميزانية [الإنجليزية] | مدير مكتب الإدارة والميزانية [الإنجليزية] | مدير مكتب الإدارة والميزانية [الإنجليزية] | مدير مكتب الإدارة والميزانية [الإنجليزية] |
| الصورة                                    | الاسم                                     | تاريخ الميلاد                             | الولاية                                   | الخلفية | المصدر                                    |
| ----------------------------------------- | ----------------------------------------- | ----------------------------------------- | ----------------------------------------- | --- | ----------------------------------------- |
|                                           | نيرا تاندن                                | 10 سبتمبر 1970 (age 54)                   | ماساتشوستس                                | - رئيسة ومديرة تنفيذية لمركز التقدم الأمريكي (2011 - حتى الآن). - المستشار الأول لوزيرة الصحة والخدمات الإنسانية كاثلين سيبيليوس (2009 - 2014) - مديرة السياسات الداخلية لحملة أوباما الرئاسية (2008) | [ 16 ]                                    |

#### شالاندا يونغ
- عُقدت جلسة استماع في لجنة الأمن الداخلي والشؤون الحكومية في 1 فبراير 2022، وتمت الموافقة على الترشيح بأغلبية 8 أصوات مقابل 6 أصوات في 9 فبراير 2022.
- عُقدت جلسة استماع في لجنة الميزانية في 1 فبراير 2022، وتمت الموافقة على الترشيح بأغلبية 15 صوتًا مقابل 6 أصوات في 9 فبراير 2022.
- أُغلق التصويت بأغلبية 53 صوتًا مقابل 31 صوتًا في 14 مارس 2022، وتم تأكيد التعيين بأغلبية 61 صوتًا مقابل 36 صوتًا في 15 مارس 2022، وتمأداء اليمين الدستورية في 17 مارس 2022.

| مدير مكتب الإدارة والميزانية [الإنجليزية] | مدير مكتب الإدارة والميزانية [الإنجليزية] | مدير مكتب الإدارة والميزانية [الإنجليزية] | مدير مكتب الإدارة والميزانية [الإنجليزية] | مدير مكتب الإدارة والميزانية [الإنجليزية] | مدير مكتب الإدارة والميزانية [الإنجليزية] |
| الصورة                                    | الاسم                                     | تاريخ الميلاد                             | الولاية                                   | الخلفية | المصدر                                    |
| ----------------------------------------- | ----------------------------------------- | ----------------------------------------- | ----------------------------------------- | --- | ----------------------------------------- |
|                                           | شالاندا يونغ [الإنجليزية]                 | 29 أغسطس 1979 (العمر 47 عامًا)             | لويزيانا                                  | المديرة المؤقتة ونائبة مدير مكتب الإدارة والميزانية (2021-2022) مديرة فريق الديمقراطيين في لجنة الاعتمادات بمجلس النواب (2017-2021) نائبة مديرة فريق الديمقراطيين في لجنة الاعتمادات بمجلس النواب (2016-2017) عضوة في فريق المهنيين بلجنة الاعتمادات بمجلس النواب (2003-2016) | [ 16 ]                                    |

### مدير الاستخبارات الوطنية
- تم انعقاد جلسة الاستماع في لجنة الاستخبارات بتاريخ 19 يناير 2021، وتمت الموافقة على الترشيح بالإجماع في 20 يناير 2021. تم تأكيد التعيين بأغلبية 84 صوتًا مقابل 10 أصوات في 20 يناير 2021، وأدى المدير اليمين الدستورية في 21 يناير 2021.[53]

| مدير الاستخبارات الوطنية | مدير الاستخبارات الوطنية | مدير الاستخبارات الوطنية      | مدير الاستخبارات الوطنية | مدير الاستخبارات الوطنية                                                                | مدير الاستخبارات الوطنية |
| الصورة                   | الاسم                    | تاريخ الميلاد                 | الولاية                  | الخلفية                                                                                 | المصدر                   |
| ------------------------ | ------------------------ | ----------------------------- | ------------------------ | --------------------------------------------------------------------------------------- | ------------------------ |
|                          | أفريل هاينز              | 27 أغسطس 1969 (العمر 55 عامًا) | نيويورك                  | - نائب مستشار الأمن القومي (2015–2017) - نائب مدير وكالة المخابرات المركزية (2013–2015) | [ 16 ]                   |

### الممثل التجاري للولايات المتحدة
يُعتبر منصب الممثل التجاري للولايات المتحدة جزءًا من المستوى الوزاري منذ عام 1974، بداية فترة رئاسة جيرالد فورد.
- عُقدت جلسة استماع في لجنة المالية بتاريخ 25 فبراير 2021، وتمت الموافقة على الترشيح بالإجماع في 3 مارس 2021. تم التصويت على الإغلاق بأغلبية 98 صوتًا مقابل 0 في 16 مارس 2021، وتم تأكيد التعيين بنفس النتيجة (98 صوتًا مقابل 0) في 17 مارس 2021. أدى الممثل التجاري اليمين الدستورية في 18 مارس 2021.[54]

| الممثل التجاري للولايات المتحدة | الممثل التجاري للولايات المتحدة | الممثل التجاري للولايات المتحدة | الممثل التجاري للولايات المتحدة | الممثل التجاري للولايات المتحدة | الممثل التجاري للولايات المتحدة |
| الصورة                          | الاسم                           | تاريخ الميلاد                   | الولاية                         | الخلفية | المصدر                          |
| ------------------------------- | ------------------------------- | ------------------------------- | ------------------------------- | --- | ------------------------------- |
|                                 | كاثرين تاي                      |                                 | مقاطعة كولومبيا                 | - المستشارة الرئيسية للتجارة في لجنة الطرق والوسائل بمجلس النواب (2017-2021). - مستشارة التجارة في لجنة الطرق والوسائل بمجلس النواب (2014-2017) - المستشارة الرئيسية لتطبيق قوانين التجارة مع الصين في مكتب المستشار العام للممثل التجاري (2011-2014) | [ 16 ]                          |

### سفير الولايات المتحدةإلى الأمم المتحدة
شغل منصب سفير الولايات المتحدة إلى الأمم المتحدة سابقًا صفةً وزارية في فترات مختلفة: من 1953 إلى 1989، ومن 1993 إلى 2001، ومن 2009 إلى 2018.
عُقدت جلسة الاستماع في لجنة العلاقات الخارجية بتاريخ 27 يناير 2021، وتمت الموافقة على الترشيح بأغلبية 18 صوتًا مقابل 4 أصوات في 4 فبراير 2021. تم التصويت على الإغلاق بأغلبية 75 صوتًا مقابل 20 صوتًا في 22 فبراير 2021، وتم تأكيد التعيين بأغلبية 78 صوتًا مقابل 20 صوتًا في 23 فبراير 2021. تولى السفير مهامه رسميًا بعد تقديم أوراق اعتماده في 25 فبراير 2021.
| سفير الولايات المتحدة إلى الأمم المتحدة | سفير الولايات المتحدة إلى الأمم المتحدة | سفير الولايات المتحدة إلى الأمم المتحدة | سفير الولايات المتحدة إلى الأمم المتحدة | سفير الولايات المتحدة إلى الأمم المتحدة | سفير الولايات المتحدة إلى الأمم المتحدة |
| الصورة                                  | الاسم                                   | تاريخ الميلاد                           | الولاية                                 | الخلفية | المصدر                                  |
| --------------------------------------- | --------------------------------------- | --------------------------------------- | --------------------------------------- | --- | --------------------------------------- |
|                                         | ليندا توماس-غرينفيلد                    | 22 نوفمبر 1952 (العمر 72 عامًا)          | لويزيانا                                | - مساعد وزير الخارجية للشؤون الأفريقية (2013-2017). - المدير العام للخدمة الخارجية الأمريكية (2012-2013). - سفير الولايات المتحدة لدى ليبيريا (2008-2012). | [ 16 ] [ 56 ]                           |

### رئيس مجلس المستشارين الاقتصاديين
كان منصب رئيس مجلس المستشارين الاقتصاديين يتمتع بصفة وزارية في مجلس الوزراء خلال الفترة من 2009 إلى 2017.

#### سيسيليا روس
- عُقدت جلسة استماع في لجنة البنوك والإسكان والشؤون الحضرية بتاريخ 28 يناير 2021، وتمت الموافقة على الترشيح بالإجماع في 4 فبراير 2021. تم التصويت على الإغلاق بأغلبية 94 صوتًا مقابل 5 أصوات، وتم تأكيد التعيين بأغلبية 95 صوتًا مقابل 4 أصوات في 2 مارس 2021. أدت اليمين الدستورية في 12 مارس 2021.[57]

| رئيس مجلس المستشارين الاقتصاديين | رئيس مجلس المستشارين الاقتصاديين | رئيس مجلس المستشارين الاقتصاديين | رئيس مجلس المستشارين الاقتصاديين | رئيس مجلس المستشارين الاقتصاديين                                                                                | رئيس مجلس المستشارين الاقتصاديين |
| الصورة                           | الاسم                            | تاريخ الميلاد                    | الولاية                          | الخلفية | المصدر                           |
| -------------------------------- | -------------------------------- | -------------------------------- | -------------------------------- | --- | -------------------------------- |
|                                  | سيسيليا روس                      | 18 ديسمبر 1963 (العمر 61 عامًا)   | نيو جيرسي                        | - عميدة كلية الشؤون العامة والدولية بجامعة برينستون (2012-2021). - عضو مجلس المستشارين الاقتصاديين (2009-2011). | [ 16 ]                           |

#### جارد بيرنستاين
- عُقدت جلسة استماع في لجنة البنوك والإسكان والشؤون الحضرية بتاريخ 18 أبريل 2023، وتمت الموافقة على الترشيح بأغلبية 12 صوتًا مقابل 11 صوتًا في 11 مايو 2023. تم التصويت على الإغلاق بأغلبية 50 صوتًا مقابل 49 صوتًا، وتم تأكيد التعيين بنفس النتيجة (50 صوتًا مقابل 49 صوتًا) في 13 يونيو 2023. أدى اليمين الدستورية في 10 يوليو 2023.[58]

| رئيس مجلس المستشارين الاقتصاديين | رئيس مجلس المستشارين الاقتصاديين | رئيس مجلس المستشارين الاقتصاديين | رئيس مجلس المستشارين الاقتصاديين | رئيس مجلس المستشارين الاقتصاديين               | رئيس مجلس المستشارين الاقتصاديين |
| الصورة                           | الاسم                            | تاريخ الميلاد                    | الولاية                          | الخلفية                                        | المصدر                           |
| -------------------------------- | -------------------------------- | -------------------------------- | -------------------------------- | ---------------------------------------------- | -------------------------------- |
|                                  | جارد بيرنستاين                   | 1955 (العمر 69–70 عامًا)          | فرجينيا                          | - عضو مجلس المستشارين الاقتصاديين (2021-2023). | [ 59 ] [ 60 ]                    |

### مدير إدارة الأعمال الصغيرة
- عُقدت جلسة استماع في لجنة الأعمال الصغيرة وريادة الأعمال بتاريخ 3 فبراير 2021، وتمت الموافقة على الترشيح بأغلبية 15 صوتًا مقابل 5 أصوات في 24 فبراير 2021. تم التصويت على الإغلاق بأغلبية 80 صوتًا مقابل 18 صوتًا، وتم تأكيد التعيين بأغلبية 81 صوتًا مقابل 17 صوتًا في 16 مارس 2021. أدى المدير اليمين الدستورية في 17 مارس 2021.[61]

| مدير إدارة الأعمال الصغيرة | مدير إدارة الأعمال الصغيرة | مدير إدارة الأعمال الصغيرة | مدير إدارة الأعمال الصغيرة | مدير إدارة الأعمال الصغيرة | مدير إدارة الأعمال الصغيرة |
| الصورة                     | الاسم                      | تاريخ الميلاد              | الولاية                    | الخلفية | المصدر                     |
| -------------------------- | -------------------------- | -------------------------- | -------------------------- | --- | -------------------------- |
|                            | إيزابيل غوزمان             | 1971 (العمر 53–54 عامًا)    | كاليفورنيا                 | - مدير مكتب حاكم كاليفورنيا للدعم والمناصرة للأعمال الصغيرة (2019–2021). - نائب رئيس الموظفين ومستشار أول لمدير إدارة الأعمال الصغيرة (2009–2017). | [ 62 ] [ 63 ]              |

### مدير مكتب سياسة العلوم والتكنولوجيا ومستشار الرئيس للعلوم
قام بايدن برفع هذا المنصب إلى المستوى الوزاري لأول مرة تأكيدًا على أهمية العلوم في إدارته. لا يتطلب دور مستشار الرئيس للعلوم تأكيدًا من مجلس الشيوخ، وبدأ إريك لاندر مهامه في هذا الدور بتاريخ 25 يناير 2021.

#### إريك لاندر
- عُقدت جلسة استماع في لجنة التجارة والعلوم والنقل بتاريخ 29 أبريل 2021، وتمت الموافقة على الترشيح بأغلبية 22 صوتًا مقابل 6 أصوات في 20 مايو 2021. تم تأكيد تعيينه من خلال التصويت الصوتي بتاريخ 28 مايو 2021، وأدى اليمين الدستورية في 2 يونيو 2021.[66]
- أعلن لاندر استقالته في 7 فبراير 2022 ودخلت حيز التنفيذ في 18 فبراير 2022.[67]

| مدير مكتب سياسة العلوم والتكنولوجيا | مدير مكتب سياسة العلوم والتكنولوجيا | مدير مكتب سياسة العلوم والتكنولوجيا | مدير مكتب سياسة العلوم والتكنولوجيا | مدير مكتب سياسة العلوم والتكنولوجيا                                                              | مدير مكتب سياسة العلوم والتكنولوجيا |
| الصورة                              | الاسم                               | تاريخ الميلاد                       | الولاية                             | الخلفية                                                                                          | المصدر                              |
| ----------------------------------- | ----------------------------------- | ----------------------------------- | ----------------------------------- | ------------------------------------------------------------------------------------------------ | ----------------------------------- |
|                                     | إريك لاندر                          | 3 فبراير 1957 (العمر 68 عامًا)       | ماساتشوستس                          | - مدير معهد برود (2004–2021). - رئيس مشارك لمجلس مستشاري الرئيس للعلوم والتكنولوجيا (2009–2017). | [ 68 ] [ 69 ]                       |

#### أراتي برابهاكار
- عُقدت جلسة استماع في لجنة التجارة والعلوم والنقل بتاريخ 20 يوليو 2022، وتمت الموافقة على الترشيح بأغلبية 15 صوتًا مقابل 13 صوتًا في 27 يوليو 2022. تم التصويت على الإغلاق بأغلبية 58 صوتًا مقابل 38 صوتًا في 21 سبتمبر 2022، وتم تأكيد التعيين بأغلبية 56 صوتًا مقابل 40 صوتًا في 22 سبتمبر 2022. أدت اليمين الدستورية في 3 أكتوبر 2022.[70]

| مدير مكتب سياسة العلوم والتكنولوجيا | مدير مكتب سياسة العلوم والتكنولوجيا | مدير مكتب سياسة العلوم والتكنولوجيا | مدير مكتب سياسة العلوم والتكنولوجيا | مدير مكتب سياسة العلوم والتكنولوجيا                                                                        | مدير مكتب سياسة العلوم والتكنولوجيا |
| الصورة                              | الاسم                               | تاريخ الميلاد                       | الولاية                             | الخلفية | المصدر                              |
| ----------------------------------- | ----------------------------------- | ----------------------------------- | ----------------------------------- | --- | ----------------------------------- |
|                                     | أراتي برابهاكار                     | 2 فبراير 1959 (العمر 66 عامًا)       | كاليفورنيا                          | - مدير المعهد الوطني للمعايير والتقنية (1993–1997). - مدير وكالة مشاريع البحث الدفاعي المتقدم (2012–2017). |                                     |

### مدير وكالة الاستخبارات المركزية
- شغل منصب مدير وكالة الاستخبارات المركزية صفة وزارية على مستوى مجلس الوزراء في الفترة من 2017 إلى 2021.
- تم ترشيح المنصب ليكون في مستوى غير وزاري. عُقدت جلسة استماع في لجنة الاستخبارات في مجلس الشيوخ بتاريخ 24 فبراير 2021، وتمت الموافقة على الترشيح بالإجماع في 2 مارس 2021. تم تأكيد التعيين من خلال التصويت الصوتي في 18 مارس 2021، وأدى المدير اليمين الدستورية في 19 مارس 2021.[71]
- تم رفع المنصب إلى المستوى الوزاري في 21 يوليو 2023.

| مدير وكالة الاستخبارات المركزية | مدير وكالة الاستخبارات المركزية | مدير وكالة الاستخبارات المركزية | مدير وكالة الاستخبارات المركزية | مدير وكالة الاستخبارات المركزية                                                                                     | مدير وكالة الاستخبارات المركزية |
| الصورة                          | الاسم                           | تاريخ الميلاد                   | الولاية                         | الخلفية | المصدر                          |
| ------------------------------- | ------------------------------- | ------------------------------- | ------------------------------- | --- | ------------------------------- |
|                                 | وليام بيرنز                     | 4 أبريل 1956 (العمر 69 عامًا)    | كارولاينا الشمالية              | - وزير الخارجية المؤقت (2009). - نائب وزير الخارجية (2011–2014). - وكيل وزارة الخارجية للشؤون السياسية (2008–2011). | [ 72 ] [ 73 ]                   |

### رئيس موظفي البيت الأبيض
يُعد رئيس موظفي البيت الأبيض تقليديًا أعلى موظف في البيت الأبيض. تتنوع مسؤولياته بين الإدارة والاستشارة في الشؤون الرسمية للرئيس. يُعين رئيس الموظفين من قبل الرئيس ويخدم وفقًا لرغبته؛ ولا يتطلب تأكيدًا من مجلس الشيوخ. كان أول تعيين لمنصب وزاري أو بدرجة وزير أعلن عنه الرئيس بايدن هو رئيس موظفي البيت الأبيض رون كلاين الذي استقال في فبراير 2023، وتم تعيين جيف زينتس خلفًا له.
| رئيس موظفي البيت الأبيض | رئيس موظفي البيت الأبيض | رئيس موظفي البيت الأبيض        | رئيس موظفي البيت الأبيض | رئيس موظفي البيت الأبيض       | رئيس موظفي البيت الأبيض | رئيس موظفي البيت الأبيض |
| الصورة                  | الاسم                   | تاريخ الميلاد                  | الولاية                 | المدة                         | الخلفية | المصدر                  |
| ----------------------- | ----------------------- | ------------------------------ | ----------------------- | ----------------------------- | --- | ----------------------- |
|                         | رون كلاين               | 8 أغسطس 1961 (العمر 63 عامًا)   | إنديانا                 | 20 يناير 2021 – 7 فبراير 2023 | - منسق استجابة البيت الأبيض لإيبولا (2014–2015). - رئيس موظفي نائب الرئيس جو بايدن (2009–2011). - رئيس موظفي نائب الرئيس آل جور (1995–1999).                                                 | [ 16 ]                  |
|                         | جيف زينتس               | 12 نوفمبر 1966 (العمر 58 عامًا) | مقاطعة كولومبيا         | 8 فبراير 2023 - حتى الآن      | - مستشار الرئيس جو بايدن (2021–2022). - منسق استجابة البيت الأبيض لفيروس كورونا (2021–2022). - مدير المجلس الاقتصادي الوطني (2014–2017). - رئيس الأداء الحكومي للولايات المتحدة (2009–2013). |                         |